# Australie aux Jeux olympiques d'été de 2016
L'Australie participe aux Jeux olympiques d'été de 2016 à Rio de Janeiro au Brésil du 5 août au 21 août. Il s'agit de sa 28e participation à des Jeux d'été. L'Australie est présente depuis leurs débuts à toutes les éditions des Jeux olympiques.

## Médaillés

### Médailles d'or
| Sport              | Discipline                      | Athlète(s) | Performance        | Date    |
| ------------------ | ------------------------------- | --- | ------------------ | ------- |
| Médailles d'or : 8 |                                 | |                    |         |
| Aviron             | Skiff femmes                    | Kimberley Brennan | 7 min 21 s 54      | 13 août |
| Natation           | 400 m nage libre masculin       | Mack Horton | 3 min 41 s 55      | 6 août  |
| Natation           | 4 × 100 m nage libre féminin    | Bronte Campbell Cate Campbell Brittany Elmslie Emma McKeon Madison Wilson*                                                                                             | 3 min 30 s 65 (RM) | 6 août  |
| Natation           | 100 m nage libre masculin       | Kyle Chalmers | 47 s 58            | 10 août |
| Pentathlon moderne | Compétition féminine            | Chloe Esposito | 1 372 pts (RO)     | 19 août |
| Rugby à sept       | Tournoi féminin de rugby à sept | Nicole Beck Charlotte Caslick Emilee Cherry Chloe Dalton Gemma Etheridge Ellia Green Shannon Parry Evania Pelite Alicia Quirk Emma Tonegato Amy Turner Sharni Williams | 24-17              | 8 août  |
| Tir                | Trap femmes                     | Catherine Skinner |                    | 7 août  |
| Voile              | Laser standard hommes           | Tom Burton | 73 pts             | 16 août |

| Sport                   | Discipline                      | Athlète(s)                                                                                                | Performance     | Date    |
| ----------------------- | ------------------------------- | --- | --------------- | ------- |
| Médailles d'argent : 11 |                                 | |                 |         |
| Athlétisme              | 50 kilomètres marche            | Jared Tallent                                                                                             | 3 h 41 min 16 s | 19 août |
| Aviron                  | Quatre de couple masculin       | Karsten Forsterling Alexander Belonogoff Cameron Girdlestone James McRae                                  | 6 min 7 s 96    | 11 août |
| Aviron                  | Quatre sans barreur             | William Lockwood Josh Dunkley-Smith Josh Booth Alexander Hill                                             | 6 min 0 s 44    | 12 août |
| Cyclisme sur piste      | Poursuite par équipes masculine | Jack Bobridge Alex Edmondson Michael Hepburn Sam Welsford                                                 | 3 min 51 s 008  | 12 août |
| Natation                | 200 m papillon féminin          | Madeline Groves                                                                                           | 2 min 4 s 88    | 10 août |
| Natation                | 4 × 200 m nage libre féminin    | Jessica Ashwood* Bronte Barratt Tamsin Cook Emma McKeon Leah Neale                                        | 7 min 44 s 87   | 10 août |
| Natation                | 200 m dos masculin              | Mitch Larkin                                                                                              | 1 min 53 s 96   | 11 août |
| Natation                | 4 × 100 m 4 nages libre féminin | Cate Campbell Brittany Elmslie* Madeline Groves* Emma McKeon Taylor McKeown Emily Seebohm Madison Wilson* | 3 min 55 s 00   | 13 août |
| Voile                   | Nacra 17 mixte                  | Jason Waterhouse Lisa Darmanin                                                                            | 78 pts          | 16 août |
| Voile                   | 470 hommes                      | Mathew Belcher William Ryan                                                                               | 58 pts          | 18 août |
| Voile                   | 49er hommes                     | Nathan Outteridge Iain Jensen                                                                             | 78 pts          | 18 août |

| Sport                    | Discipline                             | Athlète(s)                                                                | Performance     | Date    |
| ------------------------ | -------------------------------------- | ------------------------------------------------------------------------- | --------------- | ------- |
| Médailles de bronze : 10 |                                        |                                                                           |                 |         |
| Athlétisme               | 20 km marche masculin                  | Dane Bird-Smith                                                           | 1 h 19 min 37 s | 12 août |
| Canoë-kayak              | K1 femmes (slalom)                     | Jessica Fox                                                               | 102 s 49        | 11 août |
| Canoë-kayak              | K2 1000 mètres hommes                  | Lachlan Tame Ken Wallace                                                  | 3 min 12 s 593  | 18 août |
| Cyclisme sur piste       | Keirin féminin                         | Anna Meares                                                               |                 | 13 août |
| Équitation               | Concours complet (par équipes)         | Chris Burton Sam Griffiths Shane Rose Stuart Tinney                       | 175,30 pts      | 9 août  |
| Natation                 | 4 × 100 m nage libre masculin          | Matthew Abood* Kyle Chalmers James Magnussen James Roberts Cameron McEvoy | 3 min 11 s 37   | 7 août  |
| Natation                 | 200 m nage libre féminin               | Emma McKeon                                                               | 1 min 54 s 88   | 9 août  |
| Natation                 | 4 × 100 m 4 nages libre masculin       | Kyle Chalmers Mitch Larkin Cameron McEvoy* David Morgan Jake Packard      | 3 min 29 s 93   | 13 août |
| Plongeon                 | Tremplin à 3 mètres synchronisé femmes | Maddison Keeney Anabelle Smith                                            | 299,19 pts      | 7 août  |
| Tir à l'arc              | Par équipes hommes                     | Alec Potts Ryan Tyack Taylor Worth                                        | 6-2             | 6 août  |

| Sport              |   |    |    | Total |
| Natation           | 3 | 4  | 3  | 10    |
| Aviron             | 1 | 2  | 0  | 3     |
| Voile              | 1 | 3  | 0  | 4     |
| Pentathlon moderne | 1 | 0  | 0  | 1     |
| Rugby à sept       | 1 | 0  | 0  | 1     |
| Tir                | 1 | 0  | 0  | 1     |
| Cyclisme sur piste | 0 | 1  | 1  | 2     |
| Canoë-kayak        | 0 | 0  | 2  | 2     |
| Athlétisme         | 0 | 1  | 1  | 2     |
| Équitation         | 0 | 0  | 1  | 1     |
| Plongeon           | 0 | 0  | 1  | 1     |
| Tir à l'arc        | 0 | 0  | 1  | 1     |
| Total              | 8 | 11 | 10 | 29    |

| Jour    |   |   |   | Total |
| 6 août  | 2 | 0 | 1 | 3     |
| 7 août  | 1 | 0 | 2 | 3     |
| 8 août  | 1 | 0 | 0 | 1     |
| 9 août  | 0 | 0 | 2 | 2     |
| 10 août | 1 | 2 | 0 | 3     |
| 11 août | 0 | 2 | 1 | 3     |
| 12 août | 0 | 2 | 1 | 3     |
| 13 août | 1 | 1 | 2 | 4     |
| 14 août | 0 | 0 | 0 | 0     |
| 15 août | 0 | 0 | 0 | 0     |
| 16 août | 1 | 1 | 0 | 2     |
| 17 août | 0 | 0 | 0 | 0     |
| 18 août | 0 | 2 | 1 | 3     |
| 19 août | 1 | 1 | 0 | 2     |
| 20 août | 0 | 0 | 0 | 0     |
| 21 août | 0 | 0 | 0 | 0     |

## Athlétisme
Hommes
Courses
| Athlète         | Épreuve      | Séries         | Séries    | Demi-finales  | Demi-finales | Finale          | Finale       |
| Athlète         | Épreuve      | Temps          | Rang      | Temps         | Rang         | Temps           | Rang         |
| --------------- | ------------ | -------------- | --------- | ------------- | ------------ | --------------- | ------------ |
| Alex Hartmann   | 200 m        | 21 s 02        | 5e        | non qualifié  | non qualifié | non qualifié    | non qualifié |
| Peter Bol       | 800 m        | 1 min 49 s 36  | 6e        | non qualifié  | non qualifié | non qualifié    | non qualifié |
| Luke Mathews    | 800 m        | 1 min 50 s 17  | 7e        | non qualifié  | non qualifié | non qualifié    | non qualifié |
| Jeff Riseley    | 800 m        | 1 min 46 s 93  | 4e        | non qualifié  | non qualifié | non qualifié    | non qualifié |
| Ryan Gregson    | 1 500 m      | 3 min 39 s 13  | 2e        | 3 min 40 s 02 | 4e           | 3 min 51 s 39   | 9e           |
| Luke Mathews    | 1 500 m      | 3 min 44 s 51  | 12e       | non qualifié  | non qualifié | non qualifié    | non qualifié |
| Brett Robinson  | 5 000 m      | 13 min 22 s 81 | 9e        | Non couru     | Non couru    | 13 min 32 s 30  | 14e          |
| Sam McEntee     | 5 000 m      | 13 min 50 s 55 | 18e       | Non couru     | Non couru    | Eliminé         | Eliminé      |
| Patrick Tiernan | 5 000 m      | 13 min 28 s 48 | 14e       | Non couru     | Non couru    | Eliminé         | Eliminé      |
| David McNeill   | 10 000 m     | Non couru      | Non couru | Non couru     | Non couru    | 27 min 51 s 17  | 16e          |
| Ben St Lawrence | 10 000 m     | Non couru      | Non couru | Non couru     | Non couru    | 28 min 46 s 32  | 28e          |
| Liam Adams      | Marathon     | Non couru      | Non couru | Non couru     | Non couru    | 2 h 16 min 12 s | 31e          |
| Michael Shelley | Marathon     | Non couru      | Non couru | Non couru     | Non couru    | 2 h 18 min 16 s | 47e          |
| Scott Westcott  | Marathon     | Non couru      | Non couru | Non couru     | Non couru    | 2 h 22 min 19   | 81e          |
| Dane Bird-Smith | 20 km marche | Non couru      | Non couru | Non couru     | Non couru    | 1 h 19 min 37 s | 3e           |
| Rhydian Cowley  | 20 km marche | Non couru      | Non couru | Non couru     | Non couru    | 1 h 23 min 30 s | 33e          |
| Chris Erickson  | 50 km marche | Non couru      | Non couru | Non couru     | Non couru    | 3 h 48 min 40 s | 9e           |
| Brendon Reading | 50 km marche | Non couru      | Non couru | Non couru     | Non couru    | 4 h 13 min 2 s  | 39e          |
| Jared Tallent   | 50 km marche | Non couru      | Non couru | Non couru     | Non couru    | 3 h 41 min 16 s | 2e           |

Concours
| Athlète           | Épreuve           | Qualifications | Qualifications | Finale       | Finale       |
| Athlète           | Épreuve           | Performance    | Rang           | Performance  | Rang         |
| ----------------- | ----------------- | -------------- | -------------- | ------------ | ------------ |
| Henry Frayne      | Saut en longueur  | 8,01 m         | 6e             | 8,06 m       | 7e           |
| Fabrice Lapierre  | Saut en longueur  | 7,96 m         | 8e             | 7,87 m       | 10e          |
| Joel Baden        | Saut en hauteur   | 2,17 m         | 41e            | non qualifié | non qualifié |
| Brandon Starc     | Saut en hauteur   | 2,29 m         | 11e            | 2,20 m       | 15e          |
| Kurtis Marschall  | Saut à la perche  | 5,60 m         | 10e            | non qualifié | non qualifié |
| Damien Birkinhead | Lancer du poids   | 20,50 m        | 9e             | 20,45 m      | 10e          |
| Matthew Denny     | Lancer du disque  | 61,16 m        | 19e            | non qualifié | non qualifié |
| Benn Harradine    | Lancer du disque  | 60,85 m        | 20e            | non qualifié | non qualifié |
| Hamish Peacock    | Lancer du javelot | 77,91 m        | 25e            | non qualifié | non qualifié |
| Josh Robinson     | Lancer du javelot | 80,84 m        | 13e            | non qualifié | non qualifié |

Combinés – Décathlon
| Athlète       | Épreuve  | 100 m   | SL     | LP      | SH     | 400 m   | 110 H   | LD      | SP     | LJ      | 1 500 m       | Total | Rang |
| ------------- | -------- | ------- | ------ | ------- | ------ | ------- | ------- | ------- | ------ | ------- | ------------- | ----- | ---- |
| Cedric Dubler | Résultat | 10 s 68 | 7,47 m | 11,49 m | 2,13 m | 48 s 18 | 14 s 30 | 38,89 m | 4,90 m | 51,82 m | 4 min 32 s 12 | 8 024 | 14e  |
| Cedric Dubler | Points   | 892     | 927    | 575     | 925    | 900     | 936     | 642     | 880    | 616     | 731           | 8 024 | 14e  |

Femmes
Courses
| Athlète                                                          | Épreuve              | Séries         | Séries    | Demi-finales  | Demi-finales  | Finale          | Finale        |
| Athlète                                                          | Épreuve              | Temps          | Rang      | Temps         | Rang          | Temps           | Rang          |
| ---------------------------------------------------------------- | -------------------- | -------------- | --------- | ------------- | ------------- | --------------- | ------------- |
| Melissa Breen                                                    | 100 m                | 11 s 74        | 7e        | non qualifiée | non qualifiée | non qualifiée   | non qualifiée |
| Ella Nelson                                                      | 200 m                | 22 s 66        | 2e        | 22 s 50       | 3e            | non qualifiée   | non qualifiée |
| Morgan Mitchell                                                  | 400 m                | 51 s 30        | 2e        | 52 s 68       | 8e            | non qualifiée   | non qualifiée |
| Anneliese Rubie                                                  | 400 m                | 51 s 92        | 3e        | 51 s 96       | 6e            | non qualifiée   | non qualifiée |
| Selma Kajan                                                      | 800 m                | 2 min 05 s 20  | 7e        | non qualifiée | non qualifiée | non qualifiée   | non qualifiée |
| Jenny Blundell                                                   | 1 500 m              | 4 min 9 s 5    | 8e        | 4 min 13 s 25 | 11e           | non qualifiée   | non qualifiée |
| Zoe Buckman                                                      | 1 500 m              | 4 min 6 s 93   | 6e        | 4 min 6 s 95  | 9e            | non qualifiée   | non qualifiée |
| Linden Hall                                                      | 1 500 m              | 4 min 11 s 75  | 4e        | 4 min 05 s 81 | 8e            | non qualifiée   | non qualifiée |
| Madeline Hills                                                   | 5 000 m              | 15 min 21 s 33 | 6e        | non couru     | non couru     | 15 min 4 s 5    | 10e           |
| Genevieve LaCaze                                                 | 5 000 m              | 15 min 20 s 45 | 7e        | non couru     | non couru     | 15 min 10 s 35  | 12e           |
| Eloise Wellings                                                  | 5 000 m              | 15 min 19 s 02 | 6e        | non couru     | non couru     | 15 min 1 s 59   | 9e            |
| Eloise Wellings                                                  | 10 000 m             | non couru      | non couru | non couru     | non couru     | 31 min 14 s 94  | 10e           |
| Michelle Jenneke                                                 | 100 m haies          | 13 s 26        | 6e        | non qualifiée | non qualifiée | non qualifiée   | non qualifiée |
| Lauren Wells                                                     | 400 m haies          | 56 s 26        | 4e        | 56 s 83       | 7e            | non qualifiée   | non qualifiée |
| Madeline Hills                                                   | 3 000 mètres steeple | 9 min 24 s 16  | 5e        | non couru     | non couru     | 9 min 20 s 38   | 7e            |
| Genevieve LaCaze                                                 | 3 000 mètres steeple | 9 min 26 s 25  | 2e        | non couru     | non couru     | 9 min 21 s 21   | 9e            |
| Victoria Mitchell                                                | 3 000 mètres steeple | 9 min 39 s 40  | 10e       | non couru     | non couru     | non qualifiée   | non qualifiée |
| Morgan Mitchell Anneliese Rubie Caitlin Sargent Jessica Thornton | Relais 4 × 400 m     | 3 min 25 s 71  | 4e        | non couru     | non couru     | 3 min 27 s 45   | 8e            |
| Milly Clark                                                      | Marathon             | non couru      | non couru | non couru     | non couru     | 2 h 30 min 53 s | 18e           |
| Jessica Trengove                                                 | Marathon             | non couru      | non couru | non couru     | non couru     | 2 h 31 min 44 s | 22e           |
| Lisa Weightman                                                   | Marathon             | non couru      | non couru | non couru     | non couru     | 2 h 34 min 41 s | 31e           |
| Tanya Holliday                                                   | 20 km marche         | non couru      | non couru | non couru     | non couru     | 1 h 34 min 22 s | 26e           |
| Regan Lamble                                                     | 20 km marche         | non couru      | non couru | non couru     | non couru     | 1 h 30 min 28 s | 9e            |
| Rachel Tallent                                                   | 20 km marche         | non couru      | non couru | non couru     | non couru     | 1 h 37 min 8 s  | 40e           |

Concours
| Athlète            | Épreuve           | Qualifications | Qualifications | Finale        | Finale        |
| Athlète            | Épreuve           | Performance    | Rang           | Performance   | Rang          |
| ------------------ | ----------------- | -------------- | -------------- | ------------- | ------------- |
| Chelsea Jaensch    | Saut en longueur  | 6,41 m         | 17e            | non qualifiée | non qualifiée |
| Brooke Stratton    | Saut en longueur  | 6,56 m         | 9e             | 6,74 m        | 7e            |
| Eleanor Patterson  | Saut en hauteur   | 1,89 m         | 22e            | non qualifiée | non qualifiée |
| Alana Boyd         | Saut à la perche  | 4,55 m         | 8e             | 4,80 m        | 4e            |
| Dani Samuels       | Lancer du disque  | 64,46 m        | 4e             | 64,90 m       | 4e            |
| Kathryn Mitchell   | Lancer du javelot | 61,63 m        | 12e            | 64,36 m       | 6e            |
| Kelsey-Lee Roberts | Lancer du javelot | 55,25 m        | 28e            | non qualifiée | non qualifiée |
| Kim Mickle         | Lancer du javelot | 57,20 m        | 22e            | non qualifiée | non qualifiée |

## Aviron
Légende: FA = finale A (médaille) ; FB = finale B (pas de médaille) ; FC = finale C (pas de médaille) ; FD = finale D (pas de médaille) ; FE = finale E (pas de médaille) ; FF = finale F (pas de médaille) ; SA/B = demi-finales A/B ; SC/D = demi-finales C/D ; SE/F = demi-finales E/F ; QF = quarts de finale; R= repêchage
Hommes
| Athlète                                                                  | Compétition         | Séries        | Séries   | Repêchage | Repêchage | Quarts de finale | Quarts de finale | Demi-finales  | Demi-finales | Finale        | Finale |
| Athlète                                                                  | Compétition         | Temps         | Rang     | Temps     | Rang      | Temps            | Rang             | Temps         | Rang         | Temps         | Rang   |
| ------------------------------------------------------------------------ | ------------------- | ------------- | -------- | --------- | --------- | ---------------- | ---------------- | ------------- | ------------ | ------------- | ------ |
| Rhys Grant                                                               | Skiff               | 7 min 28 s 83 | 2e QF    | Exempt    | Exempt    | 6 min 55 s 14    | 2e SA/B          | 7 min 14 s 68 | 5e FB        | 6 min 51 s 90 | 9e     |
| Alex Lloyd Spencer Turrin                                                | Deux sans barreur   | 6 min 40 s 79 | 1er SA/B | Exempt    | Exempt    | Non couru        | Non couru        | 6 min 25 s 25 | 2e FA        | 7 min 11 s 60 | 6e     |
| Chris Morgan David Watts                                                 | Deux de couple      | 6 min 36 s 39 | 2e SA/B  | Exempt    | Exempt    | Non couru        | Non couru        | 6 min 19 s 36 | 5e FB        | 6 min 58 s 11 | 7e     |
| Josh Booth Josh Dunkley-Smith Alexander Hill William Lockwood            | Quatre sans barreur | 5 min 54 s 84 | 2e SA/B  | Exempt    | Exempt    | Non couru        | Non couru        | 6 min 11 s 82 | 1er FA       | 6 min 00 s 44 | 2e     |
| Alexander Belonogoff Karsten Forsterling Cameron Girdlestone James McRae | Quatre de couple    | 5 min 50 s 98 | 1er FA   | Exempt    | Exempt    | Non couru        | Non couru        | Non couru     | Non couru    | 6 min 07 s 96 | 2e     |

Femmes
| Athlète | Compétition      | Séries        | Séries  | Repêchage     | Repêchage | Quarts de finale | Quarts de finale | Demi-finales  | Demi-finales | Finale         | Finale         |
| Athlète | Compétition      | Temps         | Rang    | Temps         | Rang      | Temps            | Rang             | Temps         | Rang         | Temps          | Rang           |
| --- | ---------------- | ------------- | ------- | ------------- | --------- | ---------------- | ---------------- | ------------- | ------------ | -------------- | -------------- |
| Kim Brennan | Skiff            | 8 min 22 s 82 | 2e QF   | Non couru     | Non couru | 7 min 26 s 86    | 1re SA/B         | 7 min 47 s 88 | 1re FA       | 7 min 21 s 54  | 1re            |
| Genevieve Horton Sally Kehoe | Deux de couple   | 7 min 17 s 34 | 2e SA/B | Non couru     | Non couru | Non couru        | Non couru        | 6 min 55 s 37 | 4e FB        | 7 min 42 s 30  | 9e             |
| Jessica Hall Kerry Hore Jennifer Cleary Madeleine Edmunds                                                                                             | Quatre de couple | 6 min 37 s 43 | 2e R    | 6 min 28 s 60 | 5e        | Non couru        | Non couru        | Non couru     | Non couru    | Non qualifiées | Non qualifiées |
| Fiona Albert Olympia Aldersey Molly Goodman Alexandra Hagan Jessica Morrison Lucy Stephan Charlotte Sutherland Meaghan Volker Sarah Banting (barreur) | Huit             | 6 min 22 s 68 | 4e R    | 6 min 40 s 45 | 5e        | Non couru        | Non couru        | Non couru     | Non couru    | Non qualifiées | Non qualifiées |

## Badminton
| Athlète                         | Compétition   | Phase de groupes                     | Phase de groupes                           | Phase de groupes                         | Phase de groupes | 1/8 de finale    | Quarts de finale | Demi-finales     | Finale           | Finale   |
| Athlète                         | Compétition   | Adversaire Score                     | Adversaire Score                           | Adversaire Score                         | Rang             | Adversaire Score | Adversaire Score | Adversaire Score | Adversaire Score | Rang     |
| ------------------------------- | ------------- | ------------------------------------ | ------------------------------------------ | ---------------------------------------- | ---------------- | ---------------- | ---------------- | ---------------- | ---------------- | -------- |
| Chen Hsuan-yu                   | Simple dames  | battue par Foo Kune 16-21, 19-21     | battue par Buranaprasertsuk 14-21, 15-21   | exempt                                   | 3e du Groupe H   | Éliminée         | Éliminée         | Éliminée         | Éliminée         | Éliminée |
| Matthew Chau / Sawan Serasinghe | Double hommes | battus par Lee / Yoo 14-21, 16-21    | battus par Lee / Tsai 14-21, 19-21         | battus par Ivanov / Sozonov 16-21, 16-21 | 4e du Groupe A   | exempt           | Éliminés         | Éliminés         | Éliminés         | Éliminés |
| Robin Middleton / Leanne Choo   | Double mixte  | battus par Ahmad / Natsir 7-21, 8-21 | battus par Issara / Amitrapai 13-21, 18-21 | battus par Chan / Gho 17-21, 15-21       | 4e du Groupe C   | exempt           | Éliminés         | Éliminés         | Éliminés         | Éliminés |

## Basket-ball

### Tournoi masculin
L'équipe d'Australie de basket-ball gagne sa place pour les Jeux en remportant le Championnat d'Océanie de basket-ball en 2015.
| Rang | Équipe     | Pts | J | G | P | Pp  | Pc  | Diff |
| ---- | ---------- | --- | - | - | - | --- | --- | ---- |
| 1    | États-Unis | 10  | 5 | 5 | 0 | 524 | 407 | 117  |
| 2    | Australie  | 9   | 5 | 4 | 1 | 444 | 368 | 76   |
| 3    | France     | 8   | 5 | 3 | 2 | 423 | 378 | 45   |
| 4    | Serbie     | 7   | 5 | 2 | 3 | 426 | 387 | 39   |
| 5    | Venezuela  | 6   | 5 | 1 | 4 | 315 | 444 | -129 |
| 6    | Chine      | 5   | 5 | 0 | 5 | 318 | 466 | -148 |

Matches de poule
| 6 août 2016 14h15 (UTC−03:00) | Rapport | Australie                                          | 87-66                    | France                             |  | Carioca Arena 1, Rio de Janeiro Arbitres : Cristiano Maranho Steven Anderson Ferdinand Pascual |
| 6 août 2016 14h15 (UTC−03:00) | Rapport | Score par quart-temps : 20–14, 16–19, 25–15, 26–18 |                          |                                    |  | Carioca Arena 1, Rio de Janeiro Arbitres : Cristiano Maranho Steven Anderson Ferdinand Pascual |
| 6 août 2016 14h15 (UTC−03:00) | Rapport | Score par mi-temps : 36-33, 51-33                  |                          |                                    |  | Carioca Arena 1, Rio de Janeiro Arbitres : Cristiano Maranho Steven Anderson Ferdinand Pascual |
| 6 août 2016 14h15 (UTC−03:00) | Rapport | Mills 21 Baynes 8 Dellavedova 10                   | Points Rebonds Passes d. | Parker 18 Gobert 6 Diaw, Heurtel 3 |  | Carioca Arena 1, Rio de Janeiro Arbitres : Cristiano Maranho Steven Anderson Ferdinand Pascual |

| 8 août 2016 14h15 (UTC−03:00) | Rapport | Serbie                                             | 80-95                    | Australie                        |  | Carioca Arena 1, Rio de Janeiro Arbitres : Cristiano Maranho Steven Anderson Guilherme Locatelli |
| 8 août 2016 14h15 (UTC−03:00) | Rapport | Score par quart-temps : 23–26, 20–14, 20–22, 17–33 |                          |                                  |  | Carioca Arena 1, Rio de Janeiro Arbitres : Cristiano Maranho Steven Anderson Guilherme Locatelli |
| 8 août 2016 14h15 (UTC−03:00) | Rapport | Score par mi-temps : 43-40, 37-55                  |                          |                                  |  | Carioca Arena 1, Rio de Janeiro Arbitres : Cristiano Maranho Steven Anderson Guilherme Locatelli |
| 8 août 2016 14h15 (UTC−03:00) | Rapport | Raduljica 25 Bogdanović 8 Marković 4               | Points Rebonds Passes d. | Mills 26 Bogut 12 Dellavedova 13 |  | Carioca Arena 1, Rio de Janeiro Arbitres : Cristiano Maranho Steven Anderson Guilherme Locatelli |

| 10 août 2016 19h00 (UTC−03:00) | Rapport | Australie                                          | 88-98                    | États-Unis                             |  | Carioca Arena 1, Rio de Janeiro Arbitres : Chrístos Christodoúlou Juan Carlos Gonzalez Robert Lottermoser |
| 10 août 2016 19h00 (UTC−03:00) | Rapport | Score par quart-temps : 29-29, 25-20, 13-21, 21-28 |                          |                                        |  | Carioca Arena 1, Rio de Janeiro Arbitres : Chrístos Christodoúlou Juan Carlos Gonzalez Robert Lottermoser |
| 10 août 2016 19h00 (UTC−03:00) | Rapport | Score par mi-temps : 54-49, 34-49                  |                          |                                        |  | Carioca Arena 1, Rio de Janeiro Arbitres : Chrístos Christodoúlou Juan Carlos Gonzalez Robert Lottermoser |
| 10 août 2016 19h00 (UTC−03:00) | Rapport | Mills 30 Dellavedova 6 Dellavedova 11              | Points Rebonds Passes d. | Anthony 31 Cousins, Anthony 8 Irving 5 |  | Carioca Arena 1, Rio de Janeiro Arbitres : Chrístos Christodoúlou Juan Carlos Gonzalez Robert Lottermoser |

| 12 août 2016 14h15 (UTC−03:00) | Rapport | Chine                                              | 68-93                    | Australie                            |  | Carioca Arena 1, Rio de Janeiro Arbitres : Roberto Vázquez Carlos Peruga Sreten Radovic |
| 12 août 2016 14h15 (UTC−03:00) | Rapport | Score par quart-temps : 14-17, 20-27, 16-21, 18-28 |                          |                                      |  | Carioca Arena 1, Rio de Janeiro Arbitres : Roberto Vázquez Carlos Peruga Sreten Radovic |
| 12 août 2016 14h15 (UTC−03:00) | Rapport | Score par mi-temps : 34-44, 34-49                  |                          |                                      |  | Carioca Arena 1, Rio de Janeiro Arbitres : Roberto Vázquez Carlos Peruga Sreten Radovic |
| 12 août 2016 14h15 (UTC−03:00) | Rapport | Yi 20 Yi 9 Guo 5                                   | Points Rebonds Passes d. | Bairstow 17 Bairstow 9 Dellavedova 8 |  | Carioca Arena 1, Rio de Janeiro Arbitres : Roberto Vázquez Carlos Peruga Sreten Radovic |

| 14 août 2016 19h00 (UTC−03:00) | Rapport | Australie                                         | 81-56                    | Venezuela                              |  | Carioca Arena 1, Rio de Janeiro Arbitres : Stephen Seibel Sreten Radović Carlos Peruga |
| 14 août 2016 19h00 (UTC−03:00) | Rapport | Score par quart-temps : 16-6, 16-19, 21-18, 28-13 |                          |                                        |  | Carioca Arena 1, Rio de Janeiro Arbitres : Stephen Seibel Sreten Radović Carlos Peruga |
| 14 août 2016 19h00 (UTC−03:00) | Rapport | Score par mi-temps : 32-25, 49-31                 |                          |                                        |  | Carioca Arena 1, Rio de Janeiro Arbitres : Stephen Seibel Sreten Radović Carlos Peruga |
| 14 août 2016 19h00 (UTC−03:00) | Rapport | Goulding 22 Broekhoff 8 Martin 4                  | Points Rebonds Passes d. | Pérez 12 Ruiz, G. Vargas 4 G. Vargas 7 |  | Carioca Arena 1, Rio de Janeiro Arbitres : Stephen Seibel Sreten Radović Carlos Peruga |

Phase finale
Quart de finale
| 17 août 2016 11h00 (UTC−03:00) | Rapport | Australie                                          | 90-64                    | Lituanie                                             |  | Carioca Arena 1, Rio de Janeiro Arbitres : Steven Anderson Stephen Seibel Piotr Pastusiak |
| 17 août 2016 11h00 (UTC−03:00) | Rapport | Score par quart-temps : 26-17, 22-13, 22-13, 20-21 |                          |                                                      |  | Carioca Arena 1, Rio de Janeiro Arbitres : Steven Anderson Stephen Seibel Piotr Pastusiak |
| 17 août 2016 11h00 (UTC−03:00) | Rapport | Score par mi-temps : 48-30, 42-34                  |                          |                                                      |  | Carioca Arena 1, Rio de Janeiro Arbitres : Steven Anderson Stephen Seibel Piotr Pastusiak |
| 17 août 2016 11h00 (UTC−03:00) | Rapport | Mills 24 Bogut 7 Bogut 6                           | Points Rebonds Passes d. | Kalnietis, Kavaliauskas 12 Valančiūnas 8 Kalnietis 5 |  | Carioca Arena 1, Rio de Janeiro Arbitres : Steven Anderson Stephen Seibel Piotr Pastusiak |

Demi-finale
| 19 août 2016 19h00 (UTC−03:00) | Rapport | Australie                                        | 61-87                    | Serbie                                    |  | Carioca Arena 1, Rio de Janeiro Arbitres : Stephen Seibel Robert Lottermoser Oļegs Latiševs |
| 19 août 2016 19h00 (UTC−03:00) | Rapport | Score par quart-temps : 5-16, 9-19, 24-31, 23-21 |                          |                                           |  | Carioca Arena 1, Rio de Janeiro Arbitres : Stephen Seibel Robert Lottermoser Oļegs Latiševs |
| 19 août 2016 19h00 (UTC−03:00) | Rapport | Score par mi-temps : 14-35, 47-51                |                          |                                           |  | Carioca Arena 1, Rio de Janeiro Arbitres : Stephen Seibel Robert Lottermoser Oļegs Latiševs |
| 19 août 2016 19h00 (UTC−03:00) | Rapport | Mills, Motum 13 Baynes 8 Broekhoff 4             | Points Rebonds Passes d. | Teodosić 22 Jokić 11 Marković, Teodosić 5 |  | Carioca Arena 1, Rio de Janeiro Arbitres : Stephen Seibel Robert Lottermoser Oļegs Latiševs |

Match pour la médaille de bronze
| 21 août 2016 11h30 (UTC−03:00) | Rapport | Australie                                          | 88-89                    | Espagne                       |  | Carioca Arena 1, Rio de Janeiro Arbitres : Ilija Belošević Steven Anderson Roberto Vázquez |
| 21 août 2016 11h30 (UTC−03:00) | Rapport | Score par quart-temps : 17-23, 21-17, 26-27, 24-22 |                          |                               |  | Carioca Arena 1, Rio de Janeiro Arbitres : Ilija Belošević Steven Anderson Roberto Vázquez |
| 21 août 2016 11h30 (UTC−03:00) | Rapport | Score par mi-temps : 38-40, 50-49                  |                          |                               |  | Carioca Arena 1, Rio de Janeiro Arbitres : Ilija Belošević Steven Anderson Roberto Vázquez |
| 21 août 2016 11h30 (UTC−03:00) | Rapport | Mills 30 Lisch, Motum 6 Dellavedova 8              | Points Rebonds Passes d. | Gasol 31 Gasol 11 Rodríguez 5 |  | Carioca Arena 1, Rio de Janeiro Arbitres : Ilija Belošević Steven Anderson Roberto Vázquez |

### Tournoi féminin
L'équipe d'Australie de basket-ball féminin gagne sa place pour les Jeux en remportant le Championnat d'Océanie de basket-ball féminin en 2015.
| Rang | Équipe            | Pts | J | G | P | Pp  | Pc  | Diff |
| ---- | ----------------- | --- | - | - | - | --- | --- | ---- |
| 1    | Australie         | 10  | 5 | 5 | 0 | 400 | 345 | 55   |
| 2    | France (1-1, +8)  | 8   | 5 | 3 | 2 | 344 | 343 | 1    |
| 3    | Turquie (1-1, –2) | 8   | 5 | 3 | 2 | 324 | 325 | -1   |
| 4    | Japon (1-1, –6)   | 8   | 5 | 3 | 2 | 386 | 378 | 8    |
| 5    | Biélorussie       | 6   | 5 | 1 | 4 | 347 | 361 | -14  |
| 6    | Brésil            | 5   | 5 | 0 | 5 | 335 | 384 | -49  |

Matches
| 6 août 2016 17h30 (UTC−03:00) | Feuille de match | Brésil                                             | 66-84                               | Australie                                   |  | Youth Arena, Rio de Janeiro Arbitres : Ilija Belošević, Karen Lasuik, Piotr Pastusiak |
| 6 août 2016 17h30 (UTC−03:00) | Feuille de match | Score par quart-temps : 24-14, 15-21, 14-22, 13-27 |                                     |                                             |  | Youth Arena, Rio de Janeiro Arbitres : Ilija Belošević, Karen Lasuik, Piotr Pastusiak |
| 6 août 2016 17h30 (UTC−03:00) | Feuille de match | Score par mi-temps : 39-35, 27-49                  |                                     |                                             |  | Youth Arena, Rio de Janeiro Arbitres : Ilija Belošević, Karen Lasuik, Piotr Pastusiak |
| 6 août 2016 17h30 (UTC−03:00) | Feuille de match | Iziane 25 Clarissa 13 Adriana 7 Clarissa 23        | Points Rebonds Passes d. Évaluation | Cambage 20 Cambage 14 Mitchell 6 Cambage 22 |  | Youth Arena, Rio de Janeiro Arbitres : Ilija Belošević, Karen Lasuik, Piotr Pastusiak |

| 7 août 2016 17h30 (UTC−03:00) | Feuille de match | Australie                                          | 61-56                               | Turquie                                             |  | Youth Arena, Rio de Janeiro Arbitres : Anne Panther, Leandro Lezcano, Carlos Peruga |
| 7 août 2016 17h30 (UTC−03:00) | Feuille de match | Score par quart-temps : 12-15, 14-14, 17-12, 18-15 |                                     |                                                     |  | Youth Arena, Rio de Janeiro Arbitres : Anne Panther, Leandro Lezcano, Carlos Peruga |
| 7 août 2016 17h30 (UTC−03:00) | Feuille de match | Score par mi-temps : 26-29, 35-27                  |                                     |                                                     |  | Youth Arena, Rio de Janeiro Arbitres : Anne Panther, Leandro Lezcano, Carlos Peruga |
| 7 août 2016 17h30 (UTC−03:00) | Feuille de match | Cambage 22 Cambage 11 Taylor 3 Cambage 22          | Points Rebonds Passes d. Évaluation | Sanders 25 Sanders 7 Vardarlı Demirmen 7 Sanders 23 |  | Youth Arena, Rio de Janeiro Arbitres : Anne Panther, Leandro Lezcano, Carlos Peruga |

| 9 août 2016 12h15 (UTC−03:00) | Feuille de match | Australie                                          | 89-71                               | France                                  |  | Youth Arena, Rio de Janeiro Arbitres : Borys Ryzyk, Zhu Duan, Intae Hwang |
| 9 août 2016 12h15 (UTC−03:00) | Feuille de match | Score par quart-temps : 21-19, 25-10, 23-21, 20-21 |                                     |                                         |  | Youth Arena, Rio de Janeiro Arbitres : Borys Ryzyk, Zhu Duan, Intae Hwang |
| 9 août 2016 12h15 (UTC−03:00) | Feuille de match | Score par mi-temps : 46-29, 43-42                  |                                     |                                         |  | Youth Arena, Rio de Janeiro Arbitres : Borys Ryzyk, Zhu Duan, Intae Hwang |
| 9 août 2016 12h15 (UTC−03:00) | Feuille de match | Taylor 31 Cambage 7 Taylor 9 Taylor 44             | Points Rebonds Passes d. Évaluation | Époupa 15 Époupa 7 Bouderra 4 Époupa 25 |  | Youth Arena, Rio de Janeiro Arbitres : Borys Ryzyk, Zhu Duan, Intae Hwang |

| 11 août 2016 17h45 (UTC−03:00) | Feuille de match | Japon                                                     | 86-92                               | Australie                                           |  | Youth Arena, Rio de Janeiro Arbitres : Anne Panther, Leandro Lezcano, Ahmed Al-Bulushi |
| 11 août 2016 17h45 (UTC−03:00) | Feuille de match | Score par quart-temps : 24-23, 26-25, 21-11, 15-33        |                                     |                                                     |  | Youth Arena, Rio de Janeiro Arbitres : Anne Panther, Leandro Lezcano, Ahmed Al-Bulushi |
| 11 août 2016 17h45 (UTC−03:00) | Feuille de match | Score par mi-temps : 50-48, 36-44                         |                                     |                                                     |  | Youth Arena, Rio de Janeiro Arbitres : Anne Panther, Leandro Lezcano, Ahmed Al-Bulushi |
| 11 août 2016 17h45 (UTC−03:00) | Feuille de match | Tokashiki 23 Kurihara, Tokashiki 7 Yoshida 11 Kurihara 26 | Points Rebonds Passes d. Évaluation | Cambage 37 Cambage 10 Mitchell, Taylor 7 Cambage 42 |  | Youth Arena, Rio de Janeiro Arbitres : Anne Panther, Leandro Lezcano, Ahmed Al-Bulushi |

| 13 août 2016 12h15 (UTC−03:00) | Feuille de match | Australie                                         | 74-66                               | Biélorussie                                                          |  | Youth Arena, Rio de Janeiro Arbitres : Karen Lasuik, Duan Zhu, Nadège Zouzou |
| 13 août 2016 12h15 (UTC−03:00) | Feuille de match | Score par quart-temps : 22-25, 14-14, 16-20, 22-7 |                                     |                                                                      |  | Youth Arena, Rio de Janeiro Arbitres : Karen Lasuik, Duan Zhu, Nadège Zouzou |
| 13 août 2016 12h15 (UTC−03:00) | Feuille de match | Score par mi-temps : 36-39, 38-27                 |                                     |                                                                      |  | Youth Arena, Rio de Janeiro Arbitres : Karen Lasuik, Duan Zhu, Nadège Zouzou |
| 13 août 2016 12h15 (UTC−03:00) | Feuille de match | Cambage 17 Cambage 9 Lavey 6 Cambage 16           | Points Rebonds Passes d. Évaluation | Harding 16 Lewtchanka 7 Likhtarovitch, Lewtchanka 4 Likhtarovitch 20 |  | Youth Arena, Rio de Janeiro Arbitres : Karen Lasuik, Duan Zhu, Nadège Zouzou |

Phase finale
Quart de finale
| 16 août 2016 11h00 (UTC−03:00) | Feuille de match | Australie                                          | 71-73                               | Serbie                                                                  |  | Carioca Arena 1, Rio de Janeiro Affluence : 5 630 Arbitres : Eddie Viator, Natalia Cuello, Karen Lasuik | France Ô, Canal+ |
| 16 août 2016 11h00 (UTC−03:00) | Feuille de match | Score par quart-temps : 20-20, 17-15, 15-16, 19-22 |                                     |                                                                         |  | Carioca Arena 1, Rio de Janeiro Affluence : 5 630 Arbitres : Eddie Viator, Natalia Cuello, Karen Lasuik | France Ô, Canal+ |
| 16 août 2016 11h00 (UTC−03:00) | Feuille de match | Score par mi-temps : 37-35, 34-38                  |                                     |                                                                         |  | Carioca Arena 1, Rio de Janeiro Affluence : 5 630 Arbitres : Eddie Viator, Natalia Cuello, Karen Lasuik | France Ô, Canal+ |
| 16 août 2016 11h00 (UTC−03:00) | Feuille de match | Cambage 29 Cambage 11 Taylor 9 Cambage 32          | Points Rebonds Passes d. Évaluation | A. Dabović 24 Petrović, Čađo, Butulija, Page 4 Petrović 5 A. Dabović 18 |  | Carioca Arena 1, Rio de Janeiro Affluence : 5 630 Arbitres : Eddie Viator, Natalia Cuello, Karen Lasuik | France Ô, Canal+ |

## Boxe
| Athlète        | Catégorie                    | 1/16 de finale           | 1/8 de finale              | Quart de finale     | Demi finale         | Finale              | Rang     |
| Athlète        | Catégorie                    | Adversaire Résultat      | Adversaire Résultat        | Adversaire Résultat | Adversaire Résultat | Adversaire Résultat | Rang     |
| -------------- | ---------------------------- | ------------------------ | -------------------------- | ------------------- | ------------------- | ------------------- | -------- |
| Daniel Lewis   | Poids moyens (-75 kg) hommes | Bat Jabłoński 2 - 1      | Battu par Melikuziev 0 - 3 | Éliminé             | Éliminé             | Éliminé             | Éliminé  |
| Jason Whateley | Poids lourds (-91 kg) hommes | Battu par Nogueira 0 - 3 | Éliminé                    | Éliminé             | Éliminé             | Éliminé             | Éliminé  |
| Shelley Watts  | Poids légers (-60 kg) femmes | Exempte                  | Battue par Testa 1 - 2     | Éliminée            | Éliminée            | Éliminée            | Éliminée |

## Canoë-kayak

### Course en ligne
Légende : Q = qualifié pour le tour suivant ; FA = finale A (médaille) ; FB = finale B (pas de médaille) ; FC = finale C (pas de médaille) ; FD = finale D (pas de médaille) ; FE = finale E (pas de médaille) ; FF = finale F (pas de médaille) ; SA/B = demi-finales A/B ; SC/D = demi-finales C/D ; SE/F = demi-finales E/F ; QF = quarts de finale; R= repêchage
Hommes
| Athlète                                               | Compétition  | Séries         | Séries | Demi-finales   | Demi-finales | Finale         | Finale       |
| Athlète                                               | Compétition  | Temps          | Rang   | Temps          | Rang         | Temps          | Rang         |
| ----------------------------------------------------- | ------------ | -------------- | ------ | -------------- | ------------ | -------------- | ------------ |
| Ferenc Szekszárdi                                     | C1 – 200 m   | 44 s 292       | 6e     | Non qualifié   | Non qualifié | Non qualifié   | Non qualifié |
| Martin Marinov                                        | C1 – 1 000 m | 4 min 33 s 166 | 5e Q   | 4 min 24 s 723 | 7e FB        | 4 min 15 s 524 | 15e          |
| Martin Marinov Ferenc Szekszárdi                      | C2 1 000 m   | 4 min 7 s 372  | 4e Q   | 4 min 13 s 754 | 5e FB        | 4 min 10 s 238 | 2e           |
| Stephen Bird                                          | K1 – 200 m   | 34 s 650       | 2e Q   | 34 s 584       | 2e FA        | 36 s 426       | 8e           |
| Murray Stewart                                        | K1 – 1 000 m | 3 min 36 s 210 | 2e Q   | 3 min 32 s 602 | 1er FA       | 3 min 33 s 741 | 4e           |
| Daniel Bowker Jordan Wood                             | K2 – 200 m   | 34 s 246       | 6e Q   | 34 s 845       | 6e FB        | 35 s 33        | 11e          |
| Lachlan Tame Ken Wallace                              | K2 – 1 000 m | 3 min 23 s 019 | 2e Q   | 3 min 16 s 635 | 1er FA       | 3 min 12 s 59  | 3e           |
| Jacob Clear Riley Fitzsimmons Jordan Wood Ken Wallace | K4 – 1 000 m | 2 min 55 s 666 | 3e Q   | 2 min 58 s 222 | 1er FA       | 3 min 06 s 731 | 4e           |

Femmes
| Athlète                   | Compétition | Séries         | Séries | Demi-finales   | Demi-finales | Finale         | Finale        |
| Athlète                   | Compétition | Temps          | Rang   | Temps          | Rang         | Temps          | Rang          |
| ------------------------- | ----------- | -------------- | ------ | -------------- | ------------ | -------------- | ------------- |
| Naomi Flood               | K1 – 500 m  | 1 min 54 s 150 | 6 Q    | 2 min 01 s 910 | 6e           | Non qualifiée  | Non qualifiée |
| Alyssa Bull Alyce Burnett | K2 – 500 m  | 1 min 46 s 933 | 7e Q   | 1 min 44 s 290 | 3e FA        | 1 min 51 s 915 | 8e            |

### Slalom
|                | Compétition | Éliminatoires | Éliminatoires | Éliminatoires | Éliminatoires | Éliminatoires | Éliminatoires | Demi-finales | Demi-finales | Finale       | Finale       |
| Course 1       | Compétition | Rang          | Course 2      | Rang          | Total         | Rang          | Résultat      | Rang         | Résultat     | Rang         |              |
| -------------- | ----------- | ------------- | ------------- | ------------- | ------------- | ------------- | ------------- | ------------ | ------------ | ------------ | ------------ |
| Ian Borrows    | C1 hommes   | 97 s 40       | 5e            | 151 s 77      | 17e           | 97 s 40       | 9e            | 101 s 32     | 11e          | Non qualifié | Non qualifié |
| Lucien Delfour | K1 hommes   | 94 s 30       | 13e           | 138 s 72      | 21e           | 94 s 30       | 17e           | Non qualifié | Non qualifié | Non qualifié | Non qualifié |
| Jessica Fox    | K1 femmes   | 107 s 88      | 8e            | 99 s 51       | 2e            | 99 s 51       | 2e            | 104 s 50     | 5e           | 102 s 49     | 3e           |

## Cyclisme

### Cyclisme sur route
Hommes
| Athlète      | Compétition      | Temps           | Rang        |
| ------------ | ---------------- | --------------- | ----------- |
| Rohan Dennis | Course en ligne  | Non terminé     | Non terminé |
| Rohan Dennis | Contre-la-montre | 1 h 13 min 25 s | 5e          |
| Simon Clarke | Course en ligne  | 6 h 16 min 17 s | 6e          |
| Scott Bowden | Course en ligne  | Non terminé     | Non terminé |
| Richie Porte | Course en ligne  | Non terminé     | Non terminé |

Femmes
| Athlète        | Compétition      | Temps           | Rang        |
| -------------- | ---------------- | --------------- | ----------- |
| Katrin Garfoot | Course en ligne  | Non terminé     | Non terminé |
| Katrin Garfoot | Contre-la-montre | 45 min 35 s 03  | 9e          |
| Amanda Spratt  | Course en ligne  | 3 h 55 min 36 s | 15e         |
| Rachel Neylan  | Course en ligne  | 3 h 56 min 34 s | 22e         |
| Gracie Elvin   | Course en ligne  | 4 h 03 min 01 s | 49e         |

### Cyclisme sur piste
Vitesse
| Athlète                                        | Compétition                 | Qualification   | Qualification | 1er tour                     | Repêchages 1                                  | 2e tour                     | Repêchages 2                         | Quarts de finale                 | Demi-finales             | Finale                                                  | Finale        |
| Athlète                                        | Compétition                 | Temps Vitesse   | Rang          | Adversaire Temps Vitesse     | Adversaire Temps Vitesse                      | Adversaire Temps Vitesse    | Adversaire Temps Vitesse             | Adversaire Temps Vitesse         | Adversaire Temps Vitesse | Adversaire Temps Vitesse                                | Rang          |
| ---------------------------------------------- | --------------------------- | --------------- | ------------- | ---------------------------- | --------------------------------------------- | --------------------------- | ------------------------------------ | -------------------------------- | ------------------------ | ------------------------------------------------------- | ------------- |
| Patrick Constable                              | Vitesse individuelle hommes | 10 s 010 71,928 | 17e           | battu par Skinner + 0 s 071  | bat Zieliński et Kelemen 10 s 363 69,477      | battu par Skinner + 0 s 021 | bat Levy et Hoogland 10 s 456 68,859 | battu par Kenny 0-2              | Non qualifié             | 5e place : battu par Eilers, Chine Xu et Baugé + 0 s215 | 8e            |
| Matthew Glaetzer                               | Vitesse individuelle hommes | 10 s 947 74,195 | 3e            | bat Puerta 10 s 299 69,909   | Exempt                                        | bat Levy 10 s 166 70,824    | Exempt                               | bat Eilers 2-0                   | battu par Skinner 0-2    | battu par Dmitriev 0-2                                  | 4e            |
| Patrick Constable Matthew Glaetzer Nathan Hart | Vitesse par équipes hommes  | 43 s 158 62,560 | 3e            | Non couru                    | Non couru                                     | Non couru                   | Non couru                            | battus par Pays-Bas +0 s 386     | 4e                       | battus par France +0 s 155                              | 4e            |
| Anna Meares                                    | Vitesse individuelle femmes | 10 s 947 65,771 | 9e            | battue par Krupeckaitė       | bat Ismayilova et van Riessen 11 s 716 61,454 | battue par Lee + 0 s 081    | battue par Zhong + 0 s 082           | Non qualifiée                    | Non qualifiée            | 9e place : battue par Hansen +0 s 068                   | 10e           |
| Stephanie Morton                               | Vitesse individuelle femmes | 10 s 875 66,206 | 8e            | battue par Voynova + 0 s 097 | battue par Cueff + 0 s 012                    | Non qualifiée               | Non qualifiée                        | Non qualifiée                    | Non qualifiée            | Non qualifiée                                           | Non qualifiée |
| Anna Meares Stephanie Morton                   | Vitesse par équipes femmes  | 32 s 881 54,742 | 4e            | Non couru                    | Non couru                                     | Non couru                   | Non couru                            | battent Pays-Bas 32 s 636 55,153 | 3e                       | battues par Allemagne + 0 s 022                         | 4e            |

Keirin
| Athlète           | Compétition   | 1er tour | Repêchage | 2e tour       | Finale        |
| Athlète           | Compétition   | Rang     | Rang      | Rang          | Rang          |
| ----------------- | ------------- | -------- | --------- | ------------- | ------------- |
| Patrick Constable | Keirin hommes | 5e       | 5e        | Non qualifié  | Non qualifié  |
| Matthew Glaetzer  | 2e            | Exempt   | 4e        | 10e           |               |
| Anna Meares       | Keirin femmes | 2e       | Exempte   | 1re           | 3e            |
| Stephanie Morton  | Keirin femmes | 5e       | 5e        | Non qualifiée | Non qualifiée |

Poursuite
| Athlète                                                                    | Compétition                  | Qualification  | Qualification | Demi-finales              | Demi-finales | Finale                         | Finale |
| Athlète                                                                    | Compétition                  | Temps          | Rang          | Adversaire Résultat       | Rang         | Adversaire Résultat            | Rang   |
| -------------------------------------------------------------------------- | ---------------------------- | -------------- | ------------- | ------------------------- | ------------ | ------------------------------ | ------ |
| Jack Bobridge Alex Edmondson Michael Hepburn Callum Scotson Sam Welsford   | Poursuite par équipes hommes | 3 min 55 s 606 | 3e            | Danemark 3 min 53 d 429   | 2e           | Grande-Bretagne 3 min 51 s 008 | 2e     |
| Ashlee Ankudinoff Georgia Baker Amy Cure Annette Edmondson Melissa Hoskins | Poursuite par équipes femmes | 4 min 19 s 059 | 3e            | États-Unis 4 min 12 s 282 | 5e           | Italie 4 min 21 s 232          | 5e     |

Omnium
| Athlète           | Compétition   | Scratch | Poursuite      | Poursuite | Élimination | Contre-la-montre | Contre-la-montre | Tour lancé | Tour lancé | Course aux points | Course aux points | Total | Rang |
| Athlète           | Compétition   | Rang    | Temps          | Rang      | Rang        | Temps            | Rang             | Temps      | Rang       | Points            | Rang              | Total | Rang |
| ----------------- | ------------- | ------- | -------------- | --------- | ----------- | ---------------- | ---------------- | ---------- | ---------- | ----------------- | ----------------- | ----- | ---- |
| Glenn O'Shea      | Omnium hommes | 4e      | 4 min 28 s 350 | 11e       | 10e         | 1 min 02 s 332   | 2e               | 13 s 053   | 6e         | 0                 | 14e               | 144   | 7e   |
| Annette Edmondson | Omnium femmes | 6e      | 3 min 33 s 818 | 7e        | 5e          | 34 s 938         | 1er              | 13 s 878   | 2e         | 0                 | 16e               | 168   | 8e   |

### VTT
| Athlète           | Compétition          | Temps           | Rang |
| ----------------- | -------------------- | --------------- | ---- |
| Scott Bowden      | Cross-country hommes | à un tour       | 36e  |
| Daniel McConnell  | Cross-country hommes | 1 h 38 min 42 s | 16e  |
| Rebecca Henderson | Cross-country femmes | à 2 tours       | 25e  |

### BMX
| Athlète           | Compétition | Qualifications | Qualifications | Quarts de finale | Quarts de finale | Demi-finales | Demi-finales | Finale          | Finale        |
| Athlète           | Compétition | Résultat       | Rang           | Points           | Rang             | Points       | Rang         | Résultat        | Rang          |
| ----------------- | ----------- | -------------- | -------------- | ---------------- | ---------------- | ------------ | ------------ | --------------- | ------------- |
| Anthony Dean      | BMX hommes  | 35 s 44        | 20e            | 4                | 1er              | 3            | 1er          | n'a pas terminé | 8e            |
| Bodi Turner       | BMX hommes  | 35 s 33        | 12e            | 18               | 5e               | Non qualifié | Non qualifié | Non qualifié    | Non qualifié  |
| Sam Willoughby    | BMX hommes  | 34 s 71        | 2e             | 3                | 1er              | 3            | 1er          | 36 s 303        | 8e            |
| Caroline Buchanan | BMX femmes  | 34 s 75        | 2e             | Non couru        | Non couru        | 13           | 5e           | Non qualifiée   | Non qualifiée |
| Lauren Reynolds   | BMX femmes  | 35 s 66        | 10e            | Non couru        | Non couru        | 17           | 6e           | Non qualifiée   | Non qualifiée |

## Équitation

### Concours complet
| Athlète                                             | Cheval           | Compétition | Dressage  | Dressage | Cross-country | Cross-country | Cross-country | Saut d'obstacles | Saut d'obstacles | Saut d'obstacles | Saut d'obstacles | Total        | Total        |
| Athlète                                             | Cheval           | Compétition | Dressage  | Dressage | Cross-country | Cross-country | Cross-country | Qualification    | Qualification    | Qualification    | Finale           | Total        | Total        |
| Athlète                                             | Cheval           | Compétition | Pénalités | Rang     | Pénalités     | Total         | Rang          | Pénalités        | Total            | Rang             | Pénalités        | Total        | Rang         |
| --------------------------------------------------- | ---------------- | ----------- | --------- | -------- | ------------- | ------------- | ------------- | ---------------- | ---------------- | ---------------- | ---------------- | ------------ | ------------ |
| Chris Burton                                        | Santana II       | Individuel  | 37,60     | 2e       | 0,00          | 37,60         | 1er           | 8,00             | 45,60            | 3e               | 8,00             | 53,60        | 16e          |
| Sam Griffiths                                       | Paulank Brockagh | Individuel  | 46,30     | 22e      | 6,80          | 53,10         | 9e            | 0,00             | 53,10            | 6e               | 0,00             | 53,10        | 4e           |
| Shane Rose                                          | CP Qualified     | Individuel  | 42,50     | 13e      | Éliminé       | Éliminé       | Éliminé       | Non qualifié     | Non qualifié     | Non qualifié     | Non qualifié     | Non qualifié | Non qualifié |
| Stuart Tinney                                       | Pluto Mio        | Individuel  | 56,80     | 58e      | 2,80          | 59,60         | 14e           | 17,00            | 76,60            | 21e              | 8,00             | 84,60        | 16e          |
| Chris Burton Sam Griffiths Shane Rose Stuart Tinney | Voir ci-dessus   | Par équipes | 126,40    | 3e       | 9,60          | 150,30        | 1ers          | 25,00            | 175,30           | 3e               | Non disputé      | 175,30       | 3e           |

### Dressage
| Athlète                                          | Cheval         | Compétition | Grand Prix | Grand Prix | Grand prix spécial | Grand prix spécial | Grand prix spécial | Grand prix libre | Grand prix libre | Grand prix libre | Total  | Total |
| Athlète                                          | Cheval         | Compétition | Score      | Rang       | Score              | Total              | Rang               | Score            | Total            | Rang             | Score  | Rang  |
| ------------------------------------------------ | -------------- | ----------- | ---------- | ---------- | ------------------ | ------------------ | ------------------ | ---------------- | ---------------- | ---------------- | ------ | ----- |
| Mary Hanna                                       | Boogie Woogie  | Individuel  | 69,643     | 39e        | Éliminée           | Éliminée           | Éliminée           | Éliminée         | Éliminée         | Éliminée         | 69,643 | 39e   |
| Sue Hearn                                        | Remmington     | Individuel  | 65,343     | 54e        | Éliminée           | Éliminée           | Éliminée           | Éliminée         | Éliminée         | Éliminée         | 65,343 | 54e   |
| Kristy Oatley                                    | Du Soleil      | Individuel  | 68,900     | 42e        | Éliminée           | Éliminée           | Éliminée           | Éliminée         | Éliminée         | Éliminée         | 68,900 | 42e   |
| Lyndal Oatley                                    | Sandro Boy     | Individuel  | 70,186     | 36e        | Éliminée           | Éliminée           | Éliminée           | Éliminée         | Éliminée         | Éliminée         | 70,186 | 36e   |
| Mary Hanna Sue Hearn Kristy Oatley Lyndal Oatley | Voir ci-dessus | Par équipes | 69,576     | 9e         | Éliminées          | Éliminées          | Éliminées          | Non couru        | Non couru        | Non couru        | 69,576 | 9e    |

### Saut d'obstacles
| Athlète                                                                 | Cheval            | Compétition | Qualification | Qualification | Qualification | Qualification | Qualification | Qualification | Qualification | Qualification | Finale       | Finale       | Finale       | Finale       | Finale       | Finale       |
| Athlète                                                                 | Cheval            | Compétition | 1er tour      | 1er tour      | 2e tour       | 2e tour       | 2e tour       | 3e tour       | 3e tour       | 3e tour       | Finale A     | Finale A     | Finale B     | Finale B     | Total        | Total        |
| Athlète                                                                 | Cheval            | Compétition | Pénalités     | Rang          | Pénalités     | Total         | Rang          | Pénalités     | Total         | Rang          | Pénalités    | Rang         | Pénalités    | Rang         | Pénalités    | Rang         |
| ----------------------------------------------------------------------- | ----------------- | ----------- | ------------- | ------------- | ------------- | ------------- | ------------- | ------------- | ------------- | ------------- | ------------ | ------------ | ------------ | ------------ | ------------ | ------------ |
| Scott Keach                                                             | Fedor             | Individuel  | 4             | 27e           | Éliminé       | Éliminé       | Éliminé       | Non qualifié  | Non qualifié  | Non qualifié  | Non qualifié | Non qualifié | Non qualifié | Non qualifié | Non qualifié | Non qualifié |
| James Paterson-Robinson                                                 | Amarillo          | Individuel  | 8             | 53e           | 9             | 17            | 53e           | Non qualifié  | Non qualifié  | Non qualifié  | Non qualifié | Non qualifié | Non qualifié | Non qualifié | Non qualifié | Non qualifié |
| Edwina Tops-Alexander                                                   | Caretina de Joter | Individuel  | 0             | 1re           | 5             | 5             | 26e           | 4             | 9             | 23e           | 0            | 1re          | 4            | 14e          | 4            | 9e           |
| Matt Williams                                                           | Valinski          | Individuel  | 8             | 53e           | 0             | 8             | 30e           | 6             | 14            | 36e           | 8            | 28e          | Éliminé      | Éliminé      | Éliminé      | Éliminé      |
| Scott Keach James Paterson-Robinson Edwina Tops-Alexander Matt Williams | Voir ci-dessus    | Par équipes | 12            | 12e           | 14            | NC            | 13e           | Non qualifiés | Non qualifiés | Non qualifiés | Non disputé  | Non disputé  | Non disputé  | Non disputé  | 14           | 13e          |

## Football

### Tournoi féminin
L'équipe d'Australie féminine de football se qualifie pour les Jeux en terminant dans le top 2 du tournoi de qualification olympique de la zone Asie.

#### Premier tour
| Rang | Équipe    | Pts | J | G | N | P | Bp | Bc | Diff |
| ---- | --------- | --- | - | - | - | - | -- | -- | ---- |
| 1    | Canada    | 9   | 3 | 3 | 0 | 0 | 7  | 2  | +5   |
| 2    | Allemagne | 4   | 3 | 1 | 1 | 1 | 9  | 5  | +4   |
| 3    | Australie | 4   | 3 | 1 | 1 | 1 | 8  | 5  | +3   |
| 4    | Zimbabwe  | 0   | 3 | 0 | 0 | 3 | 3  | 15 | -12  |

     Équipes qualifiées ; Pts = points ; J = joués ; G = gagnés ; N = nuls ; P = perdus ;

Bp = buts pour ; Bc = buts contre ; Diff = différence de buts.
Matches
| Match 2           | Canada                                   | 2 - 0 | Australie | Arena Corinthians, São Paulo |  |
| 3 août 2016 15h00 | Janine Beckie 1re Christine Sinclair 80e |       |           |                              |  |

| Match 9           | Allemagne                                 | 2 - 2 | Australie                            | Arena Corinthians, São Paulo |  |
| 6 août 2016 18h00 | Sara Däbritz 45+2e · Saskia Bartusiak 88e |       | 6e Samantha Kerr · 45e Caitlin Foord |                              |  |

| Match 13          | Australie                                                                                                 | 6 - 1 | Zimbabwe               | Itaipava Arena Fonte Nova, Salvador |  |
| 9 août 2016 16h00 | Lisa De Vanna 2e · Clare Polkinghorne 15e · Alanna Kennedy 37e · Kyah Simon 50e · Michelle Heyman 55e 66e |       | 90+1e Emmaculate Msipa |                                     |  |

#### Phase finale
Quart de finale
A l'issue du temps réglementaire et des prolongations, le score est de 0 à 0. Le Brésil bat l’Australie 7 tirs au but à 6 et se qualifie pour les demi-finales.

## Golf
Tournoi masculin
| Athlète       | Jour 1 | Jour 2 | Jour 3 | Jour 4 | Total | Total | Total |
| Athlète       | score  | score  | score  | score  | score | par   | rang  |
| ------------- | ------ | ------ | ------ | ------ | ----- | ----- | ----- |
| Marcus Fraser | 63     | 69     | 72     | 72     | 276   | -8    | 5e    |
| Scott Hend    | 74     | 69     | 71     | 71     | 285   | +1    | 39e   |

Tournoi féminin
| Athlète    | Jour 1 | Jour 2 | Jour 3 | Jour 4 | Total | Total | Total |
| Athlète    | score  | score  | score  | score  | score | par   | rang  |
| ---------- | ------ | ------ | ------ | ------ | ----- | ----- | ----- |
| Minjee Lee | 69     | 67     | 73     | 67     | 276   | -8    | 7e    |
| Oh Su-hyun | 71     | 72     | 66     | 70     | 279   | -5    | 13e   |

## Gymnastique

### Artistique
Femmes
| Athlète         | Compétition | Qualifications | Qualifications | Qualifications      | Qualifications | Qualifications | Qualifications | Finale        | Finale        | Finale              | Finale        | Finale        | Finale        |
| Athlète         | Compétition | Appareil       | Appareil       | Appareil            | Appareil       | Total          | Rang           | Appareil      | Appareil      | Appareil            | Appareil      | Total         | Rang          |
| Athlète         | Compétition | Sol            | Saut           | Barres asymétriques | Poutre         | Total          | Rang           | Sol           | Saut          | Barres asymétriques | Poutre        | Total         | Rang          |
| --------------- | ----------- | -------------- | -------------- | ------------------- | -------------- | -------------- | -------------- | ------------- | ------------- | ------------------- | ------------- | ------------- | ------------- |
| Larrissa Miller | Individuel  | -              | 14,533 30e     | -                   | 12,733 67e     | -              | -              | Non qualifiée | Non qualifiée | Non qualifiée       | Non qualifiée | Non qualifiée | Non qualifiée |

### Rythmique
| Athlète         | Compétition | Qualification | Qualification | Qualification | Qualification | Qualification | Qualification | Finale        | Finale        | Finale        | Finale        | Finale        | Finale        |
| Athlète         | Compétition | Cerceau       | Ballon        | Massue        | Ruban         | Total         | Rang          | Cerceau       | Ballon        | Massue        | Ruban         | Total         | Rang          |
| --------------- | ----------- | ------------- | ------------- | ------------- | ------------- | ------------- | ------------- | ------------- | ------------- | ------------- | ------------- | ------------- | ------------- |
| Danielle Prince | Individuel  | 14,500        | 15,250        | 15,716        | 15,550        | 61,016        | 25e           | Non qualifiée | Non qualifiée | Non qualifiée | Non qualifiée | Non qualifiée | Non qualifiée |

### Trampoline
| Athlète      | Compétition | Qualifications | Qualifications | Finale       | Finale       |
| Athlète      | Compétition | Score          | Rang           | Score        | Rang         |
| ------------ | ----------- | -------------- | -------------- | ------------ | ------------ |
| Blake Gaudry | Hommes      | 105,450        | 13e            | Non qualifié | Non qualifié |

## Haltérophilie
| Athlète          | Compétition   | Arraché  | Arraché | Épaulé-jeté | Épaulé-jeté | Total | Rang |
| Athlète          | Compétition   | Résultat | Rang    | Résultat    | Rang        | Total | Rang |
| ---------------- | ------------- | -------- | ------- | ----------- | ----------- | ----- | ---- |
| Simplice Ribouem | -94 kg hommes | 155      | 12e     | 185         | 13e         | 340   | 13e  |
| Tia-Clair Toomey | -58 kg femmes | 82       | 15e     | 107         | 13e         | 189   | 14e  |

## Hockey sur gazon

### Tournoi masculin
L'équipe d'Australie de hockey sur gazon gagne sa place pour les Jeux en remportant la Coupe d'Océanie 2015.

#### Effectif
Entraîneur : Graham Reid
1. Jamie Dwyer
2. Simon Orchard
3. Glenn Turner
4. Chris Ciriello
5. Matt Dawson
6. Mark Knowles
7. Eddie Ockenden
8. Jake Whetton
9. Blake Govers
10. Matthew Gohdes
11. Aran Zalewski
12. Tim Deavin
13. Matthew Swann
14. Daniel Beale
15. Andrew Charter (Gardien de but)
16. Fergus Kavanagh

Réservistes :
- Jeremy Hayward
- Tom Craig
- Tyler Lovell

#### Premier tour
| Rang | Équipe           | Pts | J | G | N | P | Bp | Bc | Diff |
| ---- | ---------------- | --- | - | - | - | - | -- | -- | ---- |
| 1    | Belgique         | 12  | 5 | 4 | 0 | 1 | 21 | 5  | +16  |
| 2    | Espagne          | 10  | 5 | 3 | 1 | 1 | 13 | 6  | +7   |
| 3    | Australie        | 9   | 5 | 3 | 0 | 2 | 13 | 4  | +9   |
| 4    | Nouvelle-Zélande | 7   | 5 | 2 | 1 | 2 | 17 | 8  | +9   |
| 5    | Grande-Bretagne  | 5   | 5 | 1 | 2 | 2 | 14 | 10 | +4   |
| 6    | Brésil           | 0   | 5 | 0 | 0 | 5 | 1  | 46 | -45  |

Matches
| 6 août 2016       | Australie                              | 2 - 1   | Nouvelle-Zélande | Centre olympique de hockey                        |                                                   |
| 13h30 (UTC−03:00) | Chris Ciriello 8e · Matthew Gohdes 23e | (2 - 0) | 31e Simon Child  | Arbitrage : Christian Blasch Germán Montes de Oca | Arbitrage : Christian Blasch Germán Montes de Oca |
| 13h30 (UTC−03:00) | Rapport                                |         |                  | Arbitrage : Christian Blasch Germán Montes de Oca | Arbitrage : Christian Blasch Germán Montes de Oca |

| 7 août 2016       | Australie | 0 - 1   | Espagne            | Centre olympique de hockey                  |                                             |
| 20h30 (UTC−03:00) |           | (0 - 1) | 6e Alex CAasasayas | Arbitrage : Christian Blasch Coen van Bunge | Arbitrage : Christian Blasch Coen van Bunge |

| 9 août 2016       | Belgique          | 1 - 0   | Australie | Centre olympique de hockey             |                                        |
| 20h30 (UTC−03:00) | Tanguy Cosyns 16e | (1 - 0) |           | Arbitrage : John Wright Marcin Grochal | Arbitrage : John Wright Marcin Grochal |

| 10 août 2016      | Grande-Bretagne    | 1 - 2   | Australie                            | Centre olympique de hockey             |                                        |
| 20h30 (UTC−03:00) | Ashley Jackson 58e | (0 - 0) | 50e Aran Zalewski · 55e Jacob Whettn | Arbitrage : Marcin Grochal John Wright | Arbitrage : Marcin Grochal John Wright |

| 12 août 2016      | Australie                                                                                               | 9 - 0   | Brésil | Centre olympique de hockey             |                                        |
| 20h30 (UTC−03:00) | Jamie Dwyer 7, 9e · Matt Gohdes 11e · Glenn Turner 20, 24, 27e · Matt Dawson 35e · Blake Govers 45, 59e | (6 - 0) |        | Arbitrage : Javed Shaikh Hong Zhen Lim | Arbitrage : Javed Shaikh Hong Zhen Lim |

#### Phase finale
Quart de finale
| 14 août 2016      | Pays-Bas                                                                           | 4 - 0   | Australie | Centre olympique de hockey                |                                           |
| 18h00 (UTC−03:00) | Billy Bakker 1e · Bob de Voogd 28e · Valentin Verga 33e · Mink van der Weerden 49e | (2 - 0) |           | Arbitrage : Christian Blasch Paco Vázquez | Arbitrage : Christian Blasch Paco Vázquez |

L'équipe masculine termine à la 6e place.

### Tournoi féminin
L'équipe d'Australie de hockey sur gazon féminin gagne sa place pour les Jeux en remportant la Coupe d'Océanie 2015.

#### Effectif
Entraîneur : Adam Commens
1. Gabrielle Nance
2. Brooke Peris
3. Casey Sablowski
4. Kirstin Dwyer
5. Jodie Kenny
6. Karri McMahon
7. Madonna Blyth
8. Edwina Bone
9. Georgina Morgan
10. Jane Claxton
11. Georgie Parker
12. Kathryn Slattery
13. Mariah Williams
14. Emily Smith
15. Rachael Lynch (Gardienne de but)
16. Grace Stewart

#### Premier tour
| Rang | Équipe          | Pts | J | G | N | P | Bp | Bc | Diff |
| ---- | --------------- | --- | - | - | - | - | -- | -- | ---- |
| 1    | Grande-Bretagne | 15  | 5 | 5 | 0 | 0 | 12 | 4  | +8   |
| 2    | États-Unis      | 12  | 5 | 4 | 0 | 1 | 14 | 5  | +9   |
| 3    | Australie       | 9   | 5 | 3 | 0 | 2 | 11 | 5  | +6   |
| 4    | Argentine       | 6   | 5 | 2 | 0 | 3 | 12 | 6  | +6   |
| 5    | Japon           | 1   | 5 | 0 | 1 | 4 | 3  | 16 | -13  |
| 6    | Inde            | 1   | 5 | 0 | 1 | 4 | 3  | 19 | -16  |

Matches
| 6 août 2016       | Grande-Bretagne                   | 2 - 1   | Australie           | Centre olympique de hockey, Rio de Janeiro   |                                              |
| 20h30 (UTC−03:00) | Lily Owsley 26e · Alex Danson 43e | (1 - 0) | 33e Georgina Morgan | Arbitrage : Laurine Delforge Irene Presenqui | Arbitrage : Laurine Delforge Irene Presenqui |

| 8 août 2016       | Australie            | 1 - 2   | États-Unis                                    | Centre olympique de hockey, Rio de Janeiro     |                                                |
| 10h00 (UTC−03:00) | Kathryn Slattery 43e | (0 - 1) | 25e Michelle Vittese · 41e Caitlin van Sickle | Arbitrage : Elena Eskina Carolina de la Fuente | Arbitrage : Elena Eskina Carolina de la Fuente |

| 10 août 2016      | Inde                  | 1 - 6   | Australie                                                                                               | Centre olympique de hockey, Rio de Janeiro    |                                               |
| 11h00 (UTC−03:00) | Anuradha Thokchom 60e | (0 - 2) | 5e Kathryn Slattery · 9e Georgina Morgan · 35e Jane Claxton · 36e Georgina Parker · 43e 46e Jodie Kenny | Arbitrage : Soledad Iparraguirre Sarah Wilson | Arbitrage : Soledad Iparraguirre Sarah Wilson |

| 11 août 2016      | Australie       | 1 - 0   | Argentine | Centre olympique de hockey, Rio de Janeiro |                                         |
| 18h00 (UTC−03:00) | Emily Smith 33e | (0 - 0) |           | Arbitrage : Laurine Delforge Amy Baxter    | Arbitrage : Laurine Delforge Amy Baxter |

| 13 août 2016      | Australie                             | 2 - 0   | Japon | Centre olympique de hockey, Rio de Janeiro |                                       |
| 19h30 (UTC−03:00) | Mariah Williams 17e · Emily Smith 55e | (1 - 0) |       | Arbitrage : Elena Eskina Kelly Hudson      | Arbitrage : Elena Eskina Kelly Hudson |

#### Phase finale
Quart de finale
| 15 août 2016      | Nouvelle-Zélande                                                         | 4 - 2   | Australie                | Centre olympique de hockey, Rio de Janeiro |                                          |
| 10h00 (UTC−03:00) | Anita McLaren 7e · Kelsey Smith 24e · Gemma Flynn 39e · Olivia Merry 43e | (2 - 0) | 33e 59e Kathryn Slattery | Arbitrage : Irene Presenqui Sarah Wilson   | Arbitrage : Irene Presenqui Sarah Wilson |

L'équipe féminine termine à la 6e place.

## Judo
| Athlète       | Compétition    | 1er tour            | 2e tour                      | 3e tour                    | Quart de finale     | Demi-finale         | Repêchage 1         | Repêchage 2         | Finale              | Rang    |
| Athlète       | Compétition    | Adversaire Résultat | Adversaire Résultat          | Adversaire Résultat        | Adversaire Résultat | Adversaire Résultat | Adversaire Résultat | Adversaire Résultat | Adversaire Résultat | Rang    |
| ------------- | -------------- | ------------------- | ---------------------------- | -------------------------- | ------------------- | ------------------- | ------------------- | ------------------- | ------------------- | ------- |
| Joshua Katz   | Moins de 60 kg | Exempt              | battu par Urozboev 000 - 010 | Éliminé                    | Éliminé             | Éliminé             | Éliminé             | Éliminé             | Éliminé             | Éliminé |
| Nathan Katz   | Moins de 66 kg | Exempt              | battu par Bassou 000 - 001   | Éliminé                    | Éliminé             | Éliminé             | Éliminé             | Éliminé             | Éliminé             | Éliminé |
| Jake Bensted  | Moins de 73 kg | Exempt              | bat Mlugu 100 - 000          | battu par Orujov 000 - 100 | Éliminé             | Éliminé             | Éliminé             | Éliminé             | Éliminé             | Éliminé |
| Eoin Coughlan | Moins de 81 kg | Exempt              | battu par Lee 000 - 001      | Éliminé                    | Éliminé             | Éliminé             | Éliminé             | Éliminé             | Éliminé             | Éliminé |

| Athlète           | Compétition    | 1er tour                   | 2e tour                      | 3e tour             | Quart de finale     | Demi-finale         | Repêchage 1         | Repêchage 2         | Finale              | Rang     |
| Athlète           | Compétition    | Adversaire Résultat        | Adversaire Résultat          | Adversaire Résultat | Adversaire Résultat | Adversaire Résultat | Adversaire Résultat | Adversaire Résultat | Adversaire Résultat | Rang     |
| ----------------- | -------------- | -------------------------- | ---------------------------- | ------------------- | ------------------- | ------------------- | ------------------- | ------------------- | ------------------- | -------- |
| Chloe Rayner      | Moins de 48 kg | battue par Payet 000 - 010 | Éliminée                     | Éliminée            | Éliminée            | Éliminée            | Éliminée            | Éliminée            | Éliminée            | Éliminée |
| Katharina Haecker | Moins de 63 kg | bat Sallés 100 - 000       | battue par Tashiro 000 - 111 | Éliminée            | Éliminée            | Éliminée            | Éliminée            | Éliminée            | Éliminée            | Éliminée |
| Jake Bensfeld     | Moins de 78 kg | Exempte                    | battue par Aguiar 000 - 100  | Éliminée            | Éliminée            | Éliminée            | Éliminée            | Éliminée            | Éliminée            | Éliminée |

## Lutte
| Athlète        | Compétition           | Qualification            | Huitièmes de finale | Quarts de finale    | Demi-finales        | Repêchage 1         | Repêchage 2         | Finale              | Finale  |
| Athlète        | Compétition           | Adversaire Résultat      | Adversaire Résultat | Adversaire Résultat | Adversaire Résultat | Adversaire Résultat | Adversaire Résultat | Adversaire Résultat | Rang    |
| -------------- | --------------------- | ------------------------ | ------------------- | ------------------- | ------------------- | ------------------- | ------------------- | ------------------- | ------- |
| Sahit Prizreni | Moins de 65 kg hommes | battu par Katai 1 - 3    | Éliminé             | Éliminé             | Éliminé             | Éliminé             | Éliminé             | Éliminé             | Éliminé |
| Talgat Ilyasov | Moins de 74 kg hommes | battu par Takatani 0 - 5 | Éliminé             | Éliminé             | Éliminé             | Éliminé             | Éliminé             | Éliminé             | Éliminé |

| Athlète    | Compétition            | Qualification       | Huitièmes de finale   | Quarts de finale    | Demi-finales        | Repêchage 1         | Repêchage 2         | Finale              | Finale  |
| Athlète    | Compétition            | Adversaire Résultat | Adversaire Résultat   | Adversaire Résultat | Adversaire Résultat | Adversaire Résultat | Adversaire Résultat | Adversaire Résultat | Rang    |
| ---------- | ---------------------- | ------------------- | --------------------- | ------------------- | ------------------- | ------------------- | ------------------- | ------------------- | ------- |
| Ivan Popov | Moins de 130 kg hommes | Exempt              | battu par Eurén 0 - 5 | Éliminé             | Éliminé             | Éliminé             | Éliminé             | Éliminé             | Éliminé |

## Natation
| Athlète                                                                    | Épreuve                     | Séries         | Séries      | Demi-finales  | Demi-finales | Finale            | Finale       |
| Athlète                                                                    | Épreuve                     | Temps          | Rang        | Temps         | Rang         | Temps             | Rang         |
| -------------------------------------------------------------------------- | --------------------------- | -------------- | ----------- | ------------- | ------------ | ----------------- | ------------ |
| Matthew Abood                                                              | 50 m nage libre             | 22 s 47        | 33e         | Non qualifié  | Non qualifié | Non qualifié      | Non qualifié |
| Josh Beaver                                                                | 100 m dos hommes            | 53 s 47        | 7e          | 53 s 95       | 13e          | Non qualifié      | Non qualifié |
| Josh Beaver                                                                | 200 m dos hommes            | 1 min 56 s 65  | 10e         | 1 min 56 s 57 | 10e          | Non qualifié      | Non qualifié |
| Kyle Chalmers                                                              | 100 m nage libre            | 47 s 90        | 1er         | 47 s 88       | 2e           | 47 s 58           | 1er          |
| Thomas Fraser-Holmes                                                       | 200 m nage libre            | 1 min 46 s 49  | 9e          | 1 min 46 s 24 | 9e           | Non qualifié      | Non qualifié |
| Thomas Fraser-Holmes                                                       | 200 m 4 nages               | Forfait        | Forfait     | Non qualifié  | Non qualifié | Non qualifié      | Non qualifié |
| Thomas Fraser-Holmes                                                       | 400 m 4 nages               | 4 min 12 s 51  | 6e          | Non couru     | Non couru    | 4 min 11 s 90     | 6e           |
| Mack Horton                                                                | 400 m nage libre            | 3 min 43 s 84  | 2e          | Non couru     | Non couru    | 3 min 41 s 55     | 1er          |
| Mack Horton                                                                | 1 500 m nage libre          | 14 min 48 s 47 | 4e          | Non couru     | Non couru    | 14 min 49 s 54    | 5e           |
| Grant Irvine                                                               | 100 m papillon              | 51 s 84        | 12e         | 51 s 87       | 13e          | Non qualifié      | Non qualifié |
| Grant Irvine                                                               | 200 m papillon              | 1 min 55 s 64  | 4e          | 1 min 56 s 07 | 9e           | Non qualifié      | Non qualifié |
| Mitch Larkin                                                               | 100 m dos hommes            | 53 s 04        | 3e          | 52 s 70       | 3e           | 52 s 43           | 4e           |
| Mitch Larkin                                                               | 200 m dos hommes            | 1 min 56 s 01  | 3e          | 1 min 54 s 73 | 2e           | 1 min 53 s 96     | 2e           |
| Travis Mahoney                                                             | 200 m 4 nages               | 2 min 00 s 18  | 20e         | Non qualifié  | Non qualifié | Non qualifié      | Non qualifié |
| Travis Mahoney                                                             | 400 m 4 nages               | 4 min 13 s 37  | 7e          | Non couru     | Non couru    | 4 min 15 s 48     | 7e           |
| Cameron McEvoy                                                             | 50 m nage libre             | 21 s 80        | 5e          | 21 s 89       | 11e          | Non qualifié      | Non qualifié |
| Cameron McEvoy                                                             | 100 m nage libre hommes     | 48 s 12        | 4e          | 47 s 93       | 3e           | 48 s 12           | 7e           |
| David McKeon                                                               | 200 m nage libre            | 1 min 48 s 38  | 30e         | Non qualifié  | Non qualifié | Non qualifié      | Non qualifié |
| David McKeon                                                               | 400 m nage libre            | 3 min 44 s 68  | 5e          | Non couru     | Non couru    | 3 min 45 s 28     | 7e           |
| Jack McLoughlin                                                            | 1 500 m nage libre          | 14 min 56 s 02 | 9e          | Non couru     | Non couru    | Non qualifié      | Non qualifié |
| David Morgan                                                               | 100 m papillon              | 51 s 81        | 10e 51 s 75 | 9e            | Non qualifié | Non qualifié      |              |
| David Morgan                                                               | 200 m papillon              | 1 min 56 s 81  | 19e         | Non qualifié  | Non qualifié | Non qualifié      | Non qualifié |
| Jake Packard                                                               | 100 m brasse                | 59 s 26        | 6e          | 59 s 48       | 9e           | Non qualifié      | Non qualifié |
| Joshua Palmer                                                              | 100 m brasse                | 1 min 01 s 13  | 30e         | Non qualifié  | Non qualifié | Non qualifié      | Non qualifié |
| Jarrod Poort                                                               | 10 km                       | Non couru      | Non couru   | Non couru     | Non couru    | 1 h 53 min 40 s 7 | 21e          |
| Matthew Abood* Kyle Chalmers James Magnussen Cameron McEvoy James Roberts  | Relais 4 × 100 m nage libre | 3 min 12 s 65  | 3e          | Non couru     | Non couru    | 3 min 11 s 37     | 3e           |
| Thomas Fraser-Holmes Jacob Hansford* Mack Horton David McKeon Daniel Smith | Relais 4 × 200 m nage libre | 7 min 07 s 98  | 6e          | Non couru     | Non couru    | 7 min 04 s 18     | 4e           |
| Kyle Chalmers Mitch Larkin Cameron McEvoy* David Morgan Jake Packard       | Relais 4 × 100 m 4 nages    | 3 min 32 s 57  | 4e          | Non couru     | Non couru    | 3 min 29 s 93     | 3e           |

| Athlète                                                                                                   | Épreuve                     | Séries        | Séries    | Demi-finales  | Demi-finales  | Finale            | Finale        |
| Athlète                                                                                                   | Épreuve                     | Temps         | Rang      | Temps         | Rang          | Temps             | Rang          |
| --- | --------------------------- | ------------- | --------- | ------------- | ------------- | ----------------- | ------------- |
| Jessica Ashwood                                                                                           | 400 m nage libre            | 4 min 03 s 58 | 6e        | Non couru     | Non couru     | 4 min 05 s 68     | 7e            |
| Jessica Ashwood                                                                                           | 800 m nage libre            | 8 min 22 s 57 | 6e        | Non couru     | Non couru     | 8 min 20 s 32     | 5e            |
| Bronte Barratt                                                                                            | 200 m nage libre            | 1 min 56 s 93 | 10e       | 1 min 56 s 63 | 8e            | 1 min 55 s 25     | 5e            |
| Georgia Bohl                                                                                              | 100 m brasse                | 1 min 07 s 96 | 24e       | Non qualifiée | Non qualifiée | Non qualifiée     | Non qualifiée |
| Georgia Bohl                                                                                              | 200 m brasse                | 2 min 28 s 24 | 22e       | Non qualifiée | Non qualifiée | Non qualifiée     | Non qualifiée |
| Bronte Campbell                                                                                           | 50 m nage libre             | 24 s 45       | 4e        | 24 s 43       | 5e            | 24 s 42           | 7e            |
| Bronte Campbell                                                                                           | 100 m nage libre            | 53 s 71       | 8e        | 53 s 29       | 5e            | 53 s 04           | 4e            |
| Cate Campbell                                                                                             | 50 m nage libre             | 24 s 52       | 7e        | 24 s 32       | 2e            | 24 s 15           | 5e            |
| Cate Campbell                                                                                             | 100 m nage libre            | 52 s 78       | 1re       | 52 s 71       | 1re           | 53 s 24           | 6e            |
| Tamsin Cook                                                                                               | 400 m nage libre            | 4 min 04 s 36 | 8e        | Non couru     | Non couru     | 4 min 05 s 30     | 6e            |
| Tamsin Cook                                                                                               | 800 m nage libre            | 8 min 36 s 62 | 20e       | Non couru     | Non couru     | Non qualifiée     | Non qualifiée |
| Alicia Coutts                                                                                             | 200 m 4 nages               | 2 min 10 s 52 | 6e        | 2 min 10 s 35 | 6e            | 2 min 10 s 88     | 5e            |
| Blair Evans                                                                                               | 400 m 4 nages               | 4 min 38 s 91 | 16e       | Non couru     | Non couru     | Non qualifiée     | Non qualifiée |
| Madeline Groves                                                                                           | 100 m papillon              | 58 s 17       | 17e       | Non qualifiée | Non qualifiée | Non qualifiée     | Non qualifiée |
| Madeline Groves                                                                                           | 200 m papillon              | 2 min 07 s 02 | 5e        | 2 min 05 s 66 | 1re           | 2 min 04 s 88     | 2e            |
| Chelsea Gubecka                                                                                           | 10 km femmes                | Non couru     | Non couru | Non couru     | Non couru     | 1 h 58 min 12 s 7 | 15e           |
| Belinda Hocking                                                                                           | 200 m dos                   | 2 min 08 s 67 | 4e        | 2 min 07 s 83 | 5e            | 2 min 08 s 02     | 5e            |
| Emma McKeon                                                                                               | 200 m nage libre            | 1 min 55 s 80 | 2e        | 1 min 56 s 29 | 6e            | 1 min 54 s 92     | 3e            |
| Emma McKeon                                                                                               | 100 m papillon              | 57 s 33       | 9e        | 56 s 81       | 2e            | 57 s 05           | 7e            |
| Taylor McKeown                                                                                            | 100 m brasse                | 1 min 06 s 73 | 8e        | 1 min 07 s 12 | 11e           | Non qualifiée     | Non qualifiée |
| Taylor McKeown                                                                                            | 200 m brasse                | 2 min 23 s 00 | 3e        | 2 min 21 s 69 | 1re           | 2 min 22 s 43     | 5e            |
| Keryn McMaster                                                                                            | 400 m 4 nages               | 4 min 37 s 33 | 10e       | Non couru     | Non couru     | Non qualifiée     | Non qualifiée |
| Kotuku Ngawati                                                                                            | 200 m 4 nages               | 2 min 13 s 05 | 17e       | Non qualifiée | Non qualifiée | Non qualifiée     | Non qualifiée |
| Emily Seebohm                                                                                             | 100 m dos                   | 58 s 99       | 2e        | 59 s 32       | 7e            | 59 s 19           | 7e            |
| Emily Seebohm                                                                                             | 200 m dos                   | 2 min 09 s 00 | 10e       | 2 min 09 s 39 | 12e           | Non qualifié      | Non qualifié  |
| Brianna Throssell                                                                                         | 200 m papillon              | 2 min 07 s 76 | 10e       | 2 min 07 s 19 | 7e            | 2 min 07 s 87     | 8e            |
| Madison Wilson                                                                                            | 100 m dos                   | 59 s 92       | 8e        | 59 s 03       | 4e            | 59 s 23           | 8e            |
| Bronte Campbell Cate Campbell Brittany Elmslie Emma McKeon Madison Wilson*                                | Relais 4 × 100 m nage libre | 3 min 32 s 39 | 1er       | Non couru     | Non couru     | 3 min 30 s 65     | 1er           |
| Jessica Ashwood* Bronte Barratt Tamsin Cook Emma McKeon Leah Neale                                        | Relais 4 × 200 m nage libre | 7 min 49 s 24 | 2e        | Non couru     | Non couru     | 7 min 44 s 87     | 2e            |
| Cate Campbell Brittany Elmslie* Madeline Groves* Emma McKeon Taylor McKeown Emily Seebohm Madison Wilson* | Relais 4 × 100 m 4 nages    | 3 min 57 s 80 | 5e        | Non couru     | Non couru     | 3 min 55 s 00     | 2e            |

## Natation synchronisée
| Athlètes | Compétition | Programme technique | Programme technique | Programme libre (qualifications) | Programme libre (qualifications) | Programme libre (qualifications) | Programme libre (finale) | Programme libre (finale)  | Programme libre (finale) |
| Athlètes | Compétition | Points              | Rang                | Points                           | Total (technique + libre)        | Rang                             | Points                   | Total (technique + libre) | Rang                     |
| --- | ----------- | ------------------- | ------------------- | -------------------------------- | -------------------------------- | -------------------------------- | ------------------------ | ------------------------- | ------------------------ |
| Nikita Pablo Rose Stackpole | Duo         | 73,6360             | 24e                 | 74,7667                          | 148,4027                         | 24e                              | Non qualifiées           | Non qualifiées            | Non qualifiées           |
| Hannah Cross Bianca Hammett Danielle Kettlewell Nikita Pablo Emily Rogers Cristina Sheehan Rose Stackpole Amie Thompson Deborah Tsai | Par équipe  | 74,0667             | 8e                  | Non disputé                      | Non disputé                      | Non disputé                      | 75,4333                  | 149,5000                  | 8e                       |

## Pentathlon moderne
| Athlète        | Compétition | Escrime (épée, une touche) | Escrime (épée, une touche) | Escrime (épée, une touche) | Natation (200 m nage libre) | Natation (200 m nage libre) | Natation (200 m nage libre) | Équitation (saut d'obstacles) | Équitation (saut d'obstacles) | Équitation (saut d'obstacles) | Combiné course/tir (3 000 m / pistolet à 10 m) | Combiné course/tir (3 000 m / pistolet à 10 m) | Combiné course/tir (3 000 m / pistolet à 10 m) | Total | Rang |
| Athlète        | Compétition | Résultats                  | Rang                       | Points                     | Temps                       | Rang                        | Points                      | Pénalités                     | Rang                          | Points                        | Temps                                          | Rang                                           | Points                                         | Total | Rang |
| -------------- | ----------- | -------------------------- | -------------------------- | -------------------------- | --------------------------- | --------------------------- | --------------------------- | ----------------------------- | ----------------------------- | ----------------------------- | ---------------------------------------------- | ---------------------------------------------- | ---------------------------------------------- | ----- | ---- |
| Max Esposito   | Hommes      | 14                         | 29e                        | 185                        | 1 min 59 s 71               | 4e                          | 341                         | 0                             | 3e                            | 300                           | 11 min 04 s 99                                 | 4e                                             | 636                                            | 1462  | 4e   |
| Chloe Esposito | Femmes      | 19                         | 13e                        | 215                        | 2 min 12 s 38               | 7e                          | 303                         | 16                            | 19e                           | 291                           | 12 min 10 s 19                                 | 2e                                             | 570                                            | 1372  | 1re  |

## Plongeon
| Athlète          | Compétition          | Éliminatoires | Éliminatoires | Demi-finale  | Demi-finale  | Finale       | Finale       |
| Athlète          | Compétition          | Points        | Rang          | Points       | Rang         | Points       | Rang         |
| ---------------- | -------------------- | ------------- | ------------- | ------------ | ------------ | ------------ | ------------ |
| Kevin Chávez     | Tremplin à 3 mètres  | 356,55        | 26e           | Non qualifié | Non qualifié | Non qualifié | Non qualifié |
| Grant Nel        | Tremplin à 3 mètres  | 395,05        | 16e           | 368,35       | 15e          | Non qualifié | Non qualifié |
| Domonic Bedggood | Haut-vol à 10 mètres | 413,85        | 17e           | 454,95       | 11e          | 403,80       | 12e          |
| James Connor     | Haut-vol à 10 mètres | 457,05        | 9e            | 419,10       | 15e          | Non qualifié | Non qualifié |

| Athlète                        | Compétition                     | Éliminatoires | Éliminatoires | Demi-finale | Demi-finale | Finale        | Finale        |
| Athlète                        | Compétition                     | Points        | Rang          | Points      | Rang        | Points        | Rang          |
| ------------------------------ | ------------------------------- | ------------- | ------------- | ----------- | ----------- | ------------- | ------------- |
| Maddison Keeney                | Tremplin à 3 mètres             | 323,35        | 8e            | 326,35      | 4e          | 349,65        | 5e            |
| Esther Qin                     | Tremplin à 3 mètres             | 347,25        | 5e            | 315,65      | 10e         | 344,10        | 6e            |
| Brittany O'Brien               | Haut-vol à 10 mètres            | 290,30        | 17e           | 300,05      | 15e         | Non qualifiée | Non qualifiée |
| Melissa Wu                     | Haut-vol à 10 mètres            | 342,80        | 4e            | 346,00      | 4e          | 368,30        | 5e            |
| Maddison Keeney Anabelle Smith | Tremplin à 3 mètres synchronisé | Non disputé   | Non disputé   | Non disputé | Non disputé | 299,16        | 3e            |

## Rugby à sept

### Tournoi masculin
L'équipe d'Australie de rugby à sept gagne sa place en tant que championne d'Océanie 2015.

#### Effectif
Sélection :
- Nick Malouf
- Jesse Parahi
- Henry Hutchison
- Lewis Holland
- James Stannard
- Con Foley
- Cameron Clark
- Pat McCutcheon
- Ed Jenkins
- Allan Fa’alava’au
- John Porch
- Tom Cusack

Entraîneur principal : Andy Friend

#### Phase de poules
| Rang | Pays           | J | V | N | D | Pm | Pe | Diff | Pts |
| ---- | -------------- | - | - | - | - | -- | -- | ---- | --- |
| 1    | Afrique du Sud | 3 | 2 | 0 | 1 | 55 | 12 | +43  | 7   |
| 2    | France         | 3 | 2 | 0 | 1 | 57 | 45 | +12  | 7   |
| 3    | Australie      | 3 | 2 | 0 | 1 | 52 | 48 | +4   | 7   |
| 4    | Espagne        | 3 | 0 | 0 | 3 | 17 | 76 | -59  | 3   |

|  | Qualifié pour les quarts de finale    |
|  | Qualifié pour le classement de 9 à 12 |

Le détail des rencontres de poule de l'équipe est le suivant :
| 9 août 2016 11 h UTC-3 | Australie                                                                  | 14 - 31 (0 - 17) | France | stade de Deodoro, Rio de Janeiro |
| 9 août 2016 11 h UTC-3 | Essai(s) : Parahi (8e), Jenkins (9e) Transformation(s) : Stannard (8e, 9e) |                  | Essai(s) : Bouhraoua (4e, 6e, 14e), Dall'igna (13e) Transformation(s) : Bouhraoua (4e, 6e, 13e, 14e) Pénalité(s) : Bouhraoua (7e) | stade de Deodoro, Rio de Janeiro |
| 9 août 2016 11 h UTC-3 |                                                                            |                  | | stade de Deodoro, Rio de Janeiro |

| 9 août 2016 16 h UTC-3 | Australie                                                                                                | 26 - 12 (14 - 12) | Espagne                                                      | stade de Deodoro, Rio de Janeiro |
| 9 août 2016 16 h UTC-3 | Essai(s) : Clark (1re), Parahi (7e), Porch (8e), Foley (14e) Transformation(s) : Stannard (1re, 7e, 14e) |                   | Essai(s) : Poggi (2e, 4e) Transformation(s) : Hernández (4e) | stade de Deodoro, Rio de Janeiro |
| 9 août 2016 16 h UTC-3 | |                   |                                                              | stade de Deodoro, Rio de Janeiro |

| 10 août 2016 11 h 30 UTC-3 | Afrique du Sud | 5 - 12 | Australie | stade de Deodoro, Rio de Janeiro |
| 10 août 2016 11 h 30 UTC-3 |                |        |           | stade de Deodoro, Rio de Janeiro |
| 10 août 2016 11 h 30 UTC-3 |                |        |           | stade de Deodoro, Rio de Janeiro |

#### Phase finale
Quarts de finale
| 10 août 2016 18 h 30 UTC-3 | Afrique du Sud | 22 - 5 | Australie | stade de Deodoro, Rio de Janeiro |
| 10 août 2016 18 h 30 UTC-3 |                |        |           | stade de Deodoro, Rio de Janeiro |
| 10 août 2016 18 h 30 UTC-3 |                |        |           | stade de Deodoro, Rio de Janeiro |

### Tournoi féminin
L'équipe d'Australie de rugby à sept féminin gagne sa place via les World Rugby Women's Sevens Series 2014-2015.

#### Effectif
Entraîneur principal : Tim Walsh
| Arrières | Arrières          | Avants | Avants          |
| -------- | ----------------- | ------ | --------------- |
| 3        | Nicole Beck       | 1      | Shannon Parry   |
| 5        | Emma Tonegato     | 2      | Sharni Williams |
| 6        | Evania Pelite     | 4      | Gemma Etheridge |
| 7        | Charlotte Caslick | 8      | Chloe Dalton    |
| 10       | Alicia Quirk      | 9      | Amy Turner      |
| 11       | Emilee Cherry     |        |                 |
| 12       | Ellia Green       |        |                 |

#### Phase de poules
| Rang | Pays       | J | V | N | D | Pm  | Pe  | Diff | Pts |
| ---- | ---------- | - | - | - | - | --- | --- | ---- | --- |
| 1    | Australie  | 3 | 2 | 1 | 0 | 101 | 12  | +89  | 8   |
| 2    | Fidji      | 3 | 2 | 0 | 1 | 48  | 43  | +5   | 7   |
| 3    | États-Unis | 3 | 1 | 1 | 1 | 67  | 24  | +43  | 6   |
| 4    | Colombie   | 3 | 0 | 0 | 3 | 0   | 137 | -137 | 3   |

|  | Qualifié pour les quarts de finale    |
|  | Qualifié pour le classement de 9 à 12 |

Le détail des rencontres de poule de l'équipe est le suivant :
| 6 août 2016 13 h 30 UTC-3 | Australie | 53 - 0 (27 - 0) | Colombie | stade de Deodoro, Rio de Janeiro |
| 6 août 2016 13 h 30 UTC-3 | Essai(s) : Williams (1re), Caslick (3e, 7e, 8e), Tonegato (5e), Parry (7e), Beck (10e, 13e), Turner (12e) Transformation(s) : Dalton (3e, 8e, 10e), Etheridge (13e) |                 |          | stade de Deodoro, Rio de Janeiro |
| 6 août 2016 13 h 30 UTC-3 | |                 |          | stade de Deodoro, Rio de Janeiro |

| 6 août 2016 18 h 30 UTC-3 | Australie | 36 - 0 (19 - 0) | Fidji | stade de Deodoro, Rio de Janeiro |
| 6 août 2016 18 h 30 UTC-3 | Essai(s) : Cherry (1re), Tonegato (4e, 13e), Caslick (5e), Green (10e), Dalton (14e) Transformation(s) : Dalton (1re, 5e, 13e) |                 |       | stade de Deodoro, Rio de Janeiro |
| 6 août 2016 18 h 30 UTC-3 | |                 |       | stade de Deodoro, Rio de Janeiro |

| 7 août 2016 13 h 30 UTC-3 | Australie                                                      | 12 - 12 (5 - 0) | États-Unis                                                       | stade de Deodoro, Rio de Janeiro |
| 7 août 2016 13 h 30 UTC-3 | Essai(s) : Tonegato (4e, 14e) Transformation(s) : Dalton (14e) |                 | Essai(s) : Javelet (9e, 11e) Transformation(s) : Baravilala (9e) | stade de Deodoro, Rio de Janeiro |
| 7 août 2016 13 h 30 UTC-3 |                                                                |                 |                                                                  | stade de Deodoro, Rio de Janeiro |

#### Phase finale
Quarts de finale
| 7 août 2016 17 h UTC-3 | Australie | 24 - 0 | Espagne | stade de Deodoro, Rio de Janeiro |
| 7 août 2016 17 h UTC-3 |           |        |         | stade de Deodoro, Rio de Janeiro |
| 7 août 2016 17 h UTC-3 |           |        |         | stade de Deodoro, Rio de Janeiro |

Demi-finales
| 8 août 2016 14 h 30 UTC-3 | Australie | 17 - 5 | Canada | stade de Deodoro, Rio de Janeiro |
| 8 août 2016 14 h 30 UTC-3 |           |        |        | stade de Deodoro, Rio de Janeiro |
| 8 août 2016 14 h 30 UTC-3 |           |        |        | stade de Deodoro, Rio de Janeiro |

Finale
| 8 août 2016 19 h UTC-3 | Australie | 24 - 17 | Nouvelle-Zélande | stade de Deodoro, Rio de Janeiro |
| 8 août 2016 19 h UTC-3 |           |         |                  | stade de Deodoro, Rio de Janeiro |
| 8 août 2016 19 h UTC-3 |           |         |                  | stade de Deodoro, Rio de Janeiro |

## Taekwondo
| Athlète       | Compétition | Huitièmes de finale       | Quarts de finale         | Demi-finales        | Repêchage 1         | Repêchage 2         | Finale              | Rang    |
| Athlète       | Compétition | Adversaire Résultat       | Adversaire Résultat      | Adversaire Résultat | Adversaire Résultat | Adversaire Résultat | Adversaire Résultat | Rang    |
| ------------- | ----------- | ------------------------- | ------------------------ | ------------------- | ------------------- | ------------------- | ------------------- | ------- |
| Safwan Khalil | -58 kg      | bat Ketbi 8 - 1           | battu par Hanprab 9 - 11 | Éliminé             | battu par Kim 1 - 4 | Éliminé             | Éliminé             | 7e      |
| Hayder Shkara | -80 kg      | battu par Muhammad 0 - 14 | Éliminé                  | Éliminé             | Éliminé             | Éliminé             | Éliminé             | Éliminé |

| Athlète         | Compétition | Huitièmes de finale        | Quarts de finale    | Demi-finales        | Repêchage 1         | Repêchage 2         | Finale              | Rang     |
| Athlète         | Compétition | Adversaire Résultat        | Adversaire Résultat | Adversaire Résultat | Adversaire Résultat | Adversaire Résultat | Adversaire Résultat | Rang     |
| --------------- | ----------- | -------------------------- | ------------------- | ------------------- | ------------------- | ------------------- | ------------------- | -------- |
| Caroline Marton | -57 kg      | battue par Glasnović 0 - 4 | Éliminée            | Éliminée            | Éliminée            | Éliminée            | Éliminée            | Éliminée |
| Carmen Marton   | -67 kg      | battue par Tatar 1 - 11    | Éliminée            | Éliminée            | Éliminée            | Éliminée            | Éliminée            | Éliminée |

## Tennis
| Athlète            | 1/32 de finale                     | 1/16 de finale                    | 1/8 de finale       | Quarts de finale    | Demi-finales        | Match pour la médaille de bronze | Finale              |
| Athlète            | Adversaire Résultat                | Adversaire Résultat               | Adversaire Résultat | Adversaire Résultat | Adversaire Résultat | Adversaire Résultat              | Adversaire Résultat |
| ------------------ | ---------------------------------- | --------------------------------- | ------------------- | ------------------- | ------------------- | -------------------------------- | ------------------- |
| Sam Groth          | battu par Goffin 4-6, 2-6          | Éliminé                           | Éliminé             | Éliminé             | Éliminé             | Éliminé                          | Éliminé             |
| Thanasi Kokkinakis | battu par Elias 6-7(4-7), 6-7(3-7) | Éliminé                           | Éliminé             | Éliminé             | Éliminé             | Éliminé                          | Éliminé             |
| John Millman       | bat Berankis 6-0, 6-0              | battu par Nishikori 6-7(4-7), 4-6 | Éliminé             | Éliminé             | Éliminé             | Éliminé                          | Éliminé             |
| Jordan Thompson    | battu par Edmund 4-6, 2-6          | Éliminé                           | Éliminé             | Éliminé             | Éliminé             | Éliminé                          | Éliminé             |

| Athlète         | 1/32 de finale               | 1/16 de finale      | 1/8 de finale              | Quarts de finale    | Demi-finales        | Match pour la médaille de bronze | Finale              |
| Athlète         | Adversaire Résultat          | Adversaire Résultat | Adversaire Résultat        | Adversaire Résultat | Adversaire Résultat | Adversaire Résultat              | Adversaire Résultat |
| --------------- | ---------------------------- | ------------------- | -------------------------- | ------------------- | ------------------- | -------------------------------- | ------------------- |
| Daria Gavrilova | battue par Williams 4-6, 2-6 | Éliminée            | Éliminée                   | Éliminée            | Éliminée            | Éliminée                         | Éliminée            |
| Samantha Stosur | bat Ostapenko 1-6, 6-3, 6-2  | bat Doi 6-3, 6-4    | battue par Kerber 0-6, 5-7 | Éliminée            | Éliminée            | Éliminée                         | Éliminée            |

| Athlètes                    | 1/16 de finale                            | 1/8 de finale       | Quarts de finale    | Demi-finales        | Match pour la médaille de bronze | Finale              |          |
| Athlètes                    | Adversaire Résultat                       | Adversaire Résultat | Adversaire Résultat | Adversaire Résultat | Adversaire Résultat              | Adversaire Résultat |          |
| --------------------------- | ----------------------------------------- | ------------------- | ------------------- | ------------------- | -------------------------------- | ------------------- | -------- |
| Chris Guccione / John Peers | battus par del Potro / González 4-6, 5-76 | Éliminés            | Éliminés            | Éliminés            | Éliminés                         | Éliminés            | Éliminés |

| Athlètes                              | 1/16 de finale                                | 1/8 de finale       | Quarts de finale    | Demi-finales        | Match pour la médaille de bronze | Finale              |           |
| Athlètes                              | Adversaire Résultat                           | Adversaire Résultat | Adversaire Résultat | Adversaire Résultat | Adversaire Résultat              | Adversaire Résultat |           |
| ------------------------------------- | --------------------------------------------- | ------------------- | ------------------- | ------------------- | -------------------------------- | ------------------- | --------- |
| Daria Gavrilova / Samantha Stosur     | battues par Bacsinszky / Hingis 4-6, 6-4, 2-6 | Éliminées           | Éliminées           | Éliminées           | Éliminées                        | Éliminées           | Éliminées |
| Anastasia Rodionova / Arina Rodionova | battues par Makarova / Vesnina 1-6, 2-6       | Éliminées           | Éliminées           | Éliminées           | Éliminées                        | Éliminées           | Éliminées |

| Athlètes                     | 1/16 de finale                      | 1/8 de finale       | Quarts de finale    | Demi-finales        | Match pour la médaille de bronze | Finale              |
| Athlètes                     | Adversaire Résultat                 | Adversaire Résultat | Adversaire Résultat | Adversaire Résultat | Adversaire Résultat              | Adversaire Résultat |
| ---------------------------- | ----------------------------------- | ------------------- | ------------------- | ------------------- | -------------------------------- | ------------------- |
| Samantha Stosur / John Peers | battus par Mirza / Bopanna 5-7, 4-6 | Éliminés            | Éliminés            | Éliminés            | Éliminés                         | Éliminés            |

## Tennis de table
| Athlète(s)                       | Compétition | Tour préliminaire           | 1er tour         | 2e tour          | 3e tour          | 4e tour                    | Quarts de finale | Demi-finales     | Finale           | Finale   |
| Athlète(s)                       | Compétition | Adversaire Score            | Adversaire Score | Adversaire Score | Adversaire Score | Adversaire Score           | Adversaire Score | Adversaire Score | Adversaire Score | Rang     |
| -------------------------------- | ----------- | --------------------------- | ---------------- | ---------------- | ---------------- | -------------------------- | ---------------- | ---------------- | ---------------- | -------- |
| David Powell                     | Simple      | battu par Aguirre 0 - 4     | Éliminé          | Éliminé          | Éliminé          | Éliminé                    | Éliminé          | Éliminé          | Éliminé          | Éliminé  |
| Chris Yan                        | Simple      | battu par Karakašević 2 - 4 | Éliminé          | Éliminé          | Éliminé          | Éliminé                    | Éliminé          | Éliminé          | Éliminé          | Éliminé  |
| Hu Heming David Powell Chris Yan | Par équipe  | Non disputé                 | Non disputé      | Non disputé      | Non disputé      | battus par Hong Kong 0 - 3 | Éliminés         | Éliminés         | Éliminés         | Éliminés |

| Athlète(s)                               | Compétition | Tour préliminaire         | 1er tour          | 2e tour             | 3e tour             | 4e tour                        | Quarts de finale | Demi-finales     | Finale           | Finale    |
| Athlète(s)                               | Compétition | Adversaire Score          | Adversaire Score  | Adversaire Score    | Adversaire Score    | Adversaire Score               | Adversaire Score | Adversaire Score | Adversaire Score | Rang      |
| ---------------------------------------- | ----------- | ------------------------- | ----------------- | ------------------- | ------------------- | ------------------------------ | ---------------- | ---------------- | ---------------- | --------- |
| Lay Jian Fang                            | Simple      | Exempte                   | bat Dolgikh 4 - 3 | bat Polcanova 4 - 1 | battue par Yu 0 - 4 | Éliminée                       | Éliminée         | Éliminée         | Éliminée         | Éliminée  |
| Melissa Tapper                           | Simple      | battue par Kumahara 2 - 4 | Éliminée          | Éliminée            | Éliminée            | Éliminée                       | Éliminée         | Éliminée         | Éliminée         | Éliminée  |
| Lay Jian Fang Melissa Tapper Sally Zhang | Par équipe  | Non disputé               | Non disputé       | Non disputé         | Non disputé         | battues par Corée du Sud 0 - 3 | Éliminées        | Éliminées        | Éliminées        | Éliminées |

## Tir
| Athlète          | Compétition                  | Qualification | Qualification | Demi-finale  | Demi-finale  | Finale       | Finale       |
| Athlète          | Compétition                  | Points        | Rang          | Points       | Rang         | Points       | Rang         |
| ---------------- | ---------------------------- | ------------- | ------------- | ------------ | ------------ | ------------ | ------------ |
| Paul Adams       | Skeet                        | 118           | 19e           | Non disputé  | Non disputé  | Non qualifié | Non qualifié |
| Keith Ferguson   | Skeet                        | 551           | 26e           | Non disputé  | Non disputé  | Non qualifié | Non qualifié |
| Blake Blackburn  | Pistolet à 10 m air comprimé | 570           | 36e           | Non disputé  | Non disputé  | Non qualifié | Non qualifié |
| David Chapman    | Pistolet à 25 m tir rapide   | 551           | 26e           | Non disputé  | Non disputé  | Non qualifié | Non qualifié |
| William Godward  | Carabine à 50 m 3 positions  | 1156          | 39e           | Non disputé  | Non disputé  | Non qualifié | Non qualifié |
| Mitchell Iles    | Trap                         | 110           | 26e           | Non qualifié | Non qualifié | Non qualifié | Non qualifié |
| Adam Vella       | Trap                         | 115           | 12e           | Non qualifié | Non qualifié | Non qualifié | Non qualifié |
| Warren Potent    | Carabine à 50 m tir couché   | 620,0         | 35e           | Non disputé  | Non disputé  | Non qualifié | Non qualifié |
| Daniel Repacholi | Pistolet à 10 m air comprimé | 565           | 44e           | Non disputé  | Non disputé  | Non qualifié | Non qualifié |
| Daniel Repacholi | Pistolet à 50 m              | 545           | 28e           | Non disputé  | Non disputé  | Non qualifié | Non qualifié |
| Jack Rossiter    | Carabine à 10 m air comprimé | 612,4         | 46e           | Non disputé  | Non disputé  | Non qualifié | Non qualifié |
| Dane Sampson     | Carabine à 10 m air comprimé | 619,3         | 37e           | Non disputé  | Non disputé  | Non qualifié | Non qualifié |
| Dane Sampson     | Carabine à 50 m tir couché   | 620,6         | 31e           | Non disputé  | Non disputé  | Non qualifié | Non qualifié |
| Dane Sampson     | Carabine à 50 m 3 positions  | 1169          | 20e           | Non disputé  | Non disputé  | Non qualifié | Non qualifié |
| James Willett    | Double trap                  | 140           | 2e            | 26 (+1)      | 5e           | Non qualifié | Non qualifié |

| Athlète             | Compétition                  | Qualification | Qualification | Demi-finale   | Demi-finale   | Finale        | Finale        |
| Athlète             | Compétition                  | Points        | Rang          | Points        | Rang          | Points        | Rang          |
| ------------------- | ---------------------------- | ------------- | ------------- | ------------- | ------------- | ------------- | ------------- |
| Elena Galiabovitch  | Pistolet à 10 m air comprimé | 369           | 43e           | Non disputé   | Non disputé   | Non qualifiée | Non qualifiée |
| Elena Galiabovitch  | Pistolet à 25 m              | 569           | 31e           | Non qualifiée | Non qualifiée | Non qualifiée | Non qualifiée |
| Jennifer Hens       | Carabine à 10 m air comprimé | 410,1         | 39e           | Non disputé   | Non disputé   | Non qualifiée | Non qualifiée |
| Aislin Jones        | Skeet                        | 63            | 17e           | Non qualifiée | Non qualifiée | Non qualifiée | Non qualifiée |
| Laetisha Scanlan    | Trap                         | 70            | 1re           | 10            | 5e            | Non qualifiée | Non qualifiée |
| Catherine Skinner   | Trap                         | 67            | 6e            | 14            | 1re           | 12            | 1re           |
| Lalita Yauhleuskaya | Pistolet à 10 m air comprimé | 379           | 24e           | Non disputé   | Non disputé   | Non qualifiée | Non qualifiée |
| Lalita Yauhleuskaya | Pistolet à 25 m              | 578           | 14e           | Non qualifiée | Non qualifiée | Non qualifiée | Non qualifiée |

## Tir à l'arc
| Athlète                            | Compétition | Tour préliminaire | Tour préliminaire | 1er tour                          | 2e tour                | 3e tour                     | Quarts de finale            | Demi-finales                 | Match pour la médaille de bronze | Match pour la médaille de bronze | Finale           | Finale |
| Athlète                            | Compétition | Score             | Rang              | Adversaire Score                  | Adversaire Score       | Adversaire Score            | Adversaire Score            | Adversaire Score             | Adversaire Score                 | Rang                             | Adversaire Score | Rang   |
| ---------------------------------- | ----------- | ----------------- | ----------------- | --------------------------------- | ---------------------- | --------------------------- | --------------------------- | ---------------------------- | -------------------------------- | -------------------------------- | ---------------- | ------ |
| Taylor Worth                       | Individuel  | 674               | 14e               | Bat Ahmed El-Nemr 6 - 0           | Bat Elías Malavé 6 - 4 | Bat Antonio Fernández 7 - 3 | Battu par Ku Bon-chan 5 - 6 | non qualifié                 | non qualifié                     | non qualifié                     | non qualifié     | 5e     |
| Alec Potts                         | Individuel  | 665               | 20e               | Battu par Bernardo Oliveira 4 - 6 | non qualifié           | non qualifié                | non qualifié                | non qualifié                 | non qualifié                     | non qualifié                     | non qualifié     | 64e    |
| Ryan Tyack                         | Individuel  | 665               | 23e               | Battu par Robin Ramaekers 2 - 6   | non qualifié           | non qualifié                | non qualifié                | non qualifié                 | non qualifié                     | non qualifié                     | non qualifié     | 59e    |
| Taylor Worth Ryan Tyack Alec Potts | Par équipes | 2005              | 4e                | non disputé                       | non disputé            | exempt                      | Bat France 5 - 3            | Battu par Corée du Sud 0 - 6 | Bat Chine 6 - 2                  | 3e                               | -                | 3e     |

## Triathlon
| Athlètes        | Compétition | Natation 1,5 km | Transition 1 | Vélo 40 km     | Transition 2 | Course 10 km | Temps           | Résultat |
| --------------- | ----------- | --------------- | ------------ | -------------- | ------------ | ------------ | --------------- | -------- |
| Ryan Bailie     | Hommes      | 17 min 31 s     | 49 s         | 56 min 11 s    | 38 s         | 31 min 53    | 1 h 47 min 2 s  | 10e      |
| Ryan Fisher     | Hommes      | 18 min 1 s      | 48 s         | 55 min 42 s    | 38 s         | 33 min 25 s  | 1 h 48 min 34 s | 24e      |
| Aaron Royle     | Hommes      | 17 min 26 s     | 48 s         | 55 min 5 s     | 36 s         | 32 min 47 s  | 1 h 46 min 42 s | 9e       |
| Erin Densham    | Femmes      | 19 min 10 s     | 54 s         | 1 h 1 min 26 s | 39 s         | 37 min 18 s  | 1 h 59 min 27   | 12e      |
| Ashleigh Gentle | Femmes      | 19 min 49 s     | 57 s         | 1 h 3 min 59 s | 41 s         | 36 min 18    | 2 h 1 min 44 s  | 26e      |
| Emma Moffatt    | Femmes      | 19 min 7 s      | 58 s         | 1 h 1 min 24 s | 37 s         | 35 min 49 s  | 1 h 57 min 55 s | 6e       |

## Voile
| Athlète                       | Compétition | Régate 1 | Régate 2 | Régate 3 | Régate 4 | Régate 5 | Régate 6 | Régate 7 | Régate 8 | Régate 9 | Régate 10 | Régate 11 | Régate 12 | Total net | Medal Race | Total | Rang |
| Athlète                       | Compétition | Score    | Score    | Score    | Score    | Score    | Score    | Score    | Score    | Score    | Score     | Score     | Score     | Total net | Rang       | Total | Rang |
| ----------------------------- | ----------- | -------- | -------- | -------- | -------- | -------- | -------- | -------- | -------- | -------- | --------- | --------- | --------- | --------- | ---------- | ----- | ---- |
| Tom Burton                    | Laser       | 47       | 8        | 2        | 10       | 9        | 14       | 7        | 2        | 11       | 4         | Non couru | Non couru | 67        | 6          | 73    | 1er  |
| Jake Lilley                   | Finn        | 16       | UFD      | 8        | 6        | 6        | 4        | 3        | 5        | 23       | 16        | Non couru | Non couru | 87        | 10         | 97    | 8e   |
| Mathew Belcher William Ryan   | 470         | 8        | 1        | 3        | 3        | 2        | 8        | 10       | 7        | 1        | 7         | Non couru | Non couru | 40        | 18         | 58    | 2e   |
| Iain Jensen Nathan Outteridge | 49er        | 13       | 8        | 2        | 5        | 10       | 12       | 4        | 5        | 8        | 2         | 7         | 7         | 70        | 8          | 78    | 2e   |

| Athlète                 | Compétition  | Régate 1 | Régate 2 | Régate 3 | Régate 4 | Régate 5 | Régate 6 | Régate 7 | Régate 8 | Régate 9 | Régate 10 | Régate 11 | Régate 12 | Total net | Medal Race | Total | Rang |
| Athlète                 | Compétition  | Score    | Score    | Score    | Score    | Score    | Score    | Score    | Score    | Score    | Score     | Score     | Score     | Total net | Rang       | Total | Rang |
| ----------------------- | ------------ | -------- | -------- | -------- | -------- | -------- | -------- | -------- | -------- | -------- | --------- | --------- | --------- | --------- | ---------- | ----- | ---- |
| Ashley Stoddart         | Laser Radial | 8        | 6        | 16       | 28       | 11       | 11       | 23       | 11       | 7        | 8         | Non couru | Non couru | 101       | 6          | 107   | 9e   |
| Jaime Ryan Carrie Smith | 470          | 16       | 8        | 11       | 17       | 7        | 6        | 14       | 15       | 17       | 12        | Non couru | Non couru | 106       | EL         | 106   | 15e  |

| Athlète                        | Compétition | Régate 1 | Régate 2 | Régate 3 | Régate 4 | Régate 5 | Régate 6 | Régate 7 | Régate 8 | Régate 9 | Régate 10 | Régate 11 | Régate 12 | Total net | Medal Race | Total | Rang |
| Athlète                        | Compétition | Score    | Score    | Score    | Score    | Score    | Score    | Score    | Score    | Score    | Score     | Score     | Score     | Total net | Rang       | Total | Rang |
| ------------------------------ | ----------- | -------- | -------- | -------- | -------- | -------- | -------- | -------- | -------- | -------- | --------- | --------- | --------- | --------- | ---------- | ----- | ---- |
| Jason Waterhouse Lisa Darmanin | Nacra 17    | 6        | 7        | 4        | 1        | 1        | 5        | 15       | 11       | 11       | 1         | 12        | 17        | 74        | 4          | 78    | 2e   |

## Volley-ball

### Beach-volley
| Athlète                      | Compétition     | Phase préliminaire | Phase préliminaire | 1/16 de finale                                            | Quart de finale                                        | Demi-finale      | Finale / 3e place | Finale / 3e place |
| Athlète                      | Compétition     | Adversaire Score | Rang               | Adversaire Score                                          | Adversaire Score                                       | Adversaire Score | Adversaire Score  | Rang              |
| ---------------------------- | --------------- | --- | ------------------ | --------------------------------------------------------- | ------------------------------------------------------ | ---------------- | ----------------- | ----------------- |
| Mariafe Artacho Nicole Laird | Tournoi féminin | Groupe C battues par Ross – Walsh Jennings 0 – 2 (14–21, 13–21) battues par Forrer – Vergé-Dépré 1 – 2 (21–19, 16–21, 19–21) battues par Wang – Yue 0 – 2 (16–21, 10–21) | 4e                 | Éliminées                                                 | Éliminées                                              | Éliminées        | Éliminées         | Éliminées         |
| Louise Bawden Taliqua Clancy | Tournoi féminin | Groupe F battent Alfaro – Charles 2 – 0 (21–15, 21–14) battent Agudo – Pérez 2 – 0 (21–9, 21–14) battent Meppelink – van Iersel 2 – 1 (27–25, 18–21, 16–14)              | 1er                | battent Brzostek – Kołosińska 2 – 1 (15–21, 21–16, 15–11) | battues par Ross – Walsh Jennings 0 – 2 (14–21, 16–21) | Éliminées        | Éliminées         | Éliminées         |

### Volley-ball (indoor)
Les équipes masculine et féminine de volley-ball ne se sont pas qualifiées pour la compétition.

## Water-polo

### Tournoi masculin
L'équipe d'Australie de water-polo masculin est sélectionnée pour participer aux Jeux.
Effectif
| Numéro | Joueur           | Poste          | Naissance                  | Taille | Club en 2016               |
| ------ | ---------------- | -------------- | -------------------------- | ------ | -------------------------- |
| 1      | Joel Dennerley   | Gardien de but | 25 juin 1987 (29 ans)      | 1,95 m | UNSW Wests Magpies         |
| 2      | Richie Campbell  | Pointe arrière | 28 septembre 1987 (28 ans) | 1,93 m | UNSW Wests Magpies         |
| 3      | George Ford      | Pointe arrière | 24 février 1993 (23 ans)   | 1,92 m | UWA Torpedoes              |
| 4      | Johnno Cotterill | Défenseur      | 27 octobre 1987 (28 ans)   | 1,93 m | Sydney University Lions    |
| 5      | Nathan Power     | Pointe avant   | 13 février 1993 (23 ans)   | 2,00 m | UNSW Wests Magpies         |
| 6      | Jarrod Gilchrist | Défenseur      | 13 juin 1990 (26 ans)      | 1,89 m | UNSW Wests Magpies         |
| 7      | Aiden Roach      | Défenseur      | 7 septembre 1990 (25 ans)  | 1,87 m | Drummoyne Devils           |
| 8      | Aaron Younger    | Défenseur      | 25 septembre 1991 (25 ans) | 1,93 m | Szolnoki Vízilabda SC      |
| 9      | Joel Swift       | Défenseur      | 14 juin 1990 (26 ans)      | 1,90 m | Fremantle Mariners         |
| 10     | Joseph Kayes     | Pointe avant   | 3 janvier 1991 (25 ans)    | 1,98 m | Cronulla-Sutherland Sharks |
| 11     | Rhys Howden      | Défenseur      | 2 avril 1987 (29 ans)      | 1,89 m | Brisbane Barracudas        |
| 12     | Mitchell Emery   | Défenseur      | 27 septembre 1990 (25 ans) | 1,85 m | Drummoyne Devils           |
| 13     | James Stanton    | Gardien de but | 21 juillet 1983 (33 ans)   | 2,00 m | Victorian Seals            |

Entraineur principal :   Elvis Fatović
Premier tour
| Rang | Équipe    | Pts | J | G | N | P | Bp | Bc | Diff |
| ---- | --------- | --- | - | - | - | - | -- | -- | ---- |
| 1    | Hongrie   | 7   | 5 | 2 | 3 | 0 | 57 | 43 | +14  |
| 2    | Grèce     | 6   | 5 | 2 | 2 | 1 | 41 | 40 | +1   |
| 3    | Brésil    | 6   | 5 | 3 | 0 | 2 | 40 | 39 | +1   |
| 4    | Serbie    | 6   | 5 | 2 | 2 | 1 | 49 | 44 | +5   |
| 5    | Australie | 5   | 5 | 2 | 1 | 2 | 44 | 40 | +4   |
| 6    | Japon     | 0   | 5 | 0 | 0 | 4 | 36 | 61 | -25  |

| 6 août 2016       | Brésil      | 8 - 7                | Australie               |                                                                                   |                                                                                   |
| 20h50 (UTC−03:00) | Delgado (3) | (3-2, 2-1, 2-2, 1-2) | Campbell, Cotterill (2) | Parc aquatique Maria-Lenk, Rio de Janeiro Arbitrage : Francesc Buch Filippo Gomez | Parc aquatique Maria-Lenk, Rio de Janeiro Arbitrage : Francesc Buch Filippo Gomez |
| 20h50 (UTC−03:00) | Rapport     |                      |                         | Parc aquatique Maria-Lenk, Rio de Janeiro Arbitrage : Francesc Buch Filippo Gomez | Parc aquatique Maria-Lenk, Rio de Janeiro Arbitrage : Francesc Buch Filippo Gomez |

| 8 août 2016       | Hongrie           | 9 - 9                | Australie    |                                                                                 |                                                                                 |
| 13h00 (UTC−03:00) | trois joueurs (2) | (4-3, 2-2, 1-3, 2-1) | Campbell (4) | Parc aquatique Maria-Lenk, Rio de Janeiro Arbitrage : Francesc Buch Nenad Peris | Parc aquatique Maria-Lenk, Rio de Janeiro Arbitrage : Francesc Buch Nenad Peris |

| 10 août 2016      | Australie | 8 - 6                | Japon            |                                                                                  |                                                                                  |
| 09h00 (UTC−03:00) | Kayes (4) | (1-2, 2-1, 3-2, 2-1) | Okawa, Takei (2) | Parc aquatique Maria-Lenk, Rio de Janeiro Arbitrage : Francesc Buch Joseph Peila | Parc aquatique Maria-Lenk, Rio de Janeiro Arbitrage : Francesc Buch Joseph Peila |
| 09h00 (UTC−03:00) | Rapport   |                      |                  | Parc aquatique Maria-Lenk, Rio de Janeiro Arbitrage : Francesc Buch Joseph Peila | Parc aquatique Maria-Lenk, Rio de Janeiro Arbitrage : Francesc Buch Joseph Peila |

| 12 août 2016      | Serbie            | 10 - 8               | Australie     |                                                                                         |                                                                                         |
| 22h10 (UTC−03:00) | trois joueurs (2) | (2-2, 2-3, 2-1, 4-2) | Cotterill (2) | Parc aquatique Maria-Lenk, Rio de Janeiro Arbitrage : Adrian Alexandrescu Francesc Buch | Parc aquatique Maria-Lenk, Rio de Janeiro Arbitrage : Adrian Alexandrescu Francesc Buch |
| 22h10 (UTC−03:00) | Rapport           |                      |               | Parc aquatique Maria-Lenk, Rio de Janeiro Arbitrage : Adrian Alexandrescu Francesc Buch | Parc aquatique Maria-Lenk, Rio de Janeiro Arbitrage : Adrian Alexandrescu Francesc Buch |

| 14 août 2016      | Australie             | 12 - 7               | Grèce          |                                                                                   |                                                                                   |
| 14h10 (UTC−03:00) | Cotterill, Howden (3) | (5-3, 5-1, 0-1, 2-2) | Fountoulis (3) | Centre aquatique olympique, Rio de Janeiro Arbitrage : Filippo Gomez Joseph Peila | Centre aquatique olympique, Rio de Janeiro Arbitrage : Filippo Gomez Joseph Peila |
| 14h10 (UTC−03:00) | Rapport               |                      |                | Centre aquatique olympique, Rio de Janeiro Arbitrage : Filippo Gomez Joseph Peila | Centre aquatique olympique, Rio de Janeiro Arbitrage : Filippo Gomez Joseph Peila |

### Tournoi féminin
L'équipe d'Australie de water-polo féminin est sélectionnée pour participer aux Jeux.
Effectif
| Numéro | Joueur              | Poste          | Naissance                 | Taille | Club en 2016               |
| ------ | ------------------- | -------------- | ------------------------- | ------ | -------------------------- |
| 1      | Lea Yanitsas        | Gardien de but | 15 mars 1989 (27 ans)     | 1,72 m | Sydney University Lions    |
| 2      | Gemma Beadsworth    | Pointe avant   | 17 juillet 1987 (29 ans)  | 1,80 m | Fremantle Marlins          |
| 3      | Hannah Buckling     | Pointe arrière | 3 juin 1992 (24 ans)      | 1,77 m | Sydney University Lions    |
| 4      | Holly Lincoln-Smith | Pointe avant   | 26 mars 1988 (28 ans)     | 1,83 m | Cronulla-Sutherland Sharks |
| 5      | Keesja Gofers       | Défenseur      | 16 mars 1990 (26 ans)     | 1,76 m | Sydney University Lions    |
| 6      | Bronwen Knox        | Pointe avant   | 16 avril 1986 (30 ans)    | 1,82 m | Victorian Tigers           |
| 7      | Rowena Webster      | Pointe arrière | 27 décembre 1987 (28 ans) | 1,78 m | Victorian Tigers           |
| 8      | Glencora Ralph      | Pointe arrière | 8 août 1988 (28 ans)      | 1,78 m | Fremantle Marlins          |
| 9      | Zoe Arancini        | Défenseur      | 14 juillet 1991 (24 ans)  | 1,70 m | Fremantle Marlins          |
| 10     | Ashleigh Southern   | Pointe avant   | 22 octobre 1992 (23 ans)  | 1,88 m | Brisbane Barracudas        |
| 11     | Isobel Bishop       | Défenseur      | 8 septembre 1991 (24 ans) | 1,80 m | Sydney University Lions    |
| 12     | Nicola Zagame       | Défenseur      | 11 août 1990 (25 ans)     | 1,74 m | Cronulla-Sutherland Sharks |
| 13     | Kelsey Wakefield    | Gardien de but | 1er juin 1991 (25 ans)    | 1,88 m | Queensland Breakers        |

Premier tour
| Rang | Équipe    | Pts | J | G | N | P | Bp | Bc | Diff |
| ---- | --------- | --- | - | - | - | - | -- | -- | ---- |
| 1    | Italie    | 0   | 0 | 0 | 0 | 0 | 0  | 0  | 0    |
| 2    | Russie    | 0   | 0 | 0 | 0 | 0 | 0  | 0  | 0    |
| 3    | Australie | 0   | 0 | 0 | 0 | 0 | 0  | 0  | 0    |
| 4    | Brésil    | 0   | 0 | 0 | 0 | 0 | 0  | 0  | 0    |

| 9 août 2016       | Russie         | 4 - 14               | Australie    |                                                                                                  |                                                                                                  |
| 13h00 (UTC−03:00) | Prokofieva (2) | (0-3, 1-5, 3-2, 0-4) | Southern (4) | Parc aquatique Maria-Lenk, Rio de Janeiro Arbitrage : Adrian Alexandrescu Marie-Claude Deslières | Parc aquatique Maria-Lenk, Rio de Janeiro Arbitrage : Adrian Alexandrescu Marie-Claude Deslières |
| 13h00 (UTC−03:00) | Rapport        |                      |              | Parc aquatique Maria-Lenk, Rio de Janeiro Arbitrage : Adrian Alexandrescu Marie-Claude Deslières | Parc aquatique Maria-Lenk, Rio de Janeiro Arbitrage : Adrian Alexandrescu Marie-Claude Deslières |

| 11 août 2016      | Italie        | 8 - 7                | Australie             |                                                                                  |                                                                                  |
| 10h20 (UTC−03:00) | Garibotti (3) | (4-2, 0-1, 2-3, 2-1) | Southern, Webster (2) | Parc aquatique Maria-Lenk, Rio de Janeiro Arbitrage : Boris Margeta Péter Molnár | Parc aquatique Maria-Lenk, Rio de Janeiro Arbitrage : Boris Margeta Péter Molnár |
| 10h20 (UTC−03:00) | Rapport       |                      |                       | Parc aquatique Maria-Lenk, Rio de Janeiro Arbitrage : Boris Margeta Péter Molnár | Parc aquatique Maria-Lenk, Rio de Janeiro Arbitrage : Boris Margeta Péter Molnár |

| 13 août 2016      | Australie           | 10 - 3               | Brésil            |                                                                                    |                                                                                    |
| 11h40 (UTC−03:00) | Gofers, Webster (2) | (1-1, 4-1, 2-0, 3-1) | trois joueurs (1) | Parc aquatique Maria-Lenk, Rio de Janeiro Arbitrage : Benjamin Mercier Dion Willis | Parc aquatique Maria-Lenk, Rio de Janeiro Arbitrage : Benjamin Mercier Dion Willis |
| 11h40 (UTC−03:00) | Rapport             |                      |                   | Parc aquatique Maria-Lenk, Rio de Janeiro Arbitrage : Benjamin Mercier Dion Willis | Parc aquatique Maria-Lenk, Rio de Janeiro Arbitrage : Benjamin Mercier Dion Willis |

Phase finale - Quart de finale
| 15 août 2016      | Australie          | 8 - 8 (3 - 5)        | Hongrie               |                                                                                       |                                                                                       |
| 15h30 (UTC−03:00) | Ralph, Webster (2) | (3-1, 2-2, 2-3, 1-2) | Bujka, Keszthelyi (2) | Centre aquatique olympique, Rio de Janeiro Arbitrage : Francesc Buch Vojin Putniković | Centre aquatique olympique, Rio de Janeiro Arbitrage : Francesc Buch Vojin Putniković |
| 15h30 (UTC−03:00) | Rapport            |                      |                       | Centre aquatique olympique, Rio de Janeiro Arbitrage : Francesc Buch Vojin Putniković | Centre aquatique olympique, Rio de Janeiro Arbitrage : Francesc Buch Vojin Putniković |